# Vekoma
Vekoma Rides Manufacturing B.V. – założone w 1926 roku przez Hendrinka op het Velda przedsiębiorstwo zajmujące się od 1967 roku projektowaniem i budową kolejek górskich oraz innych urządzeń rozrywkowych z siedzibą we Vlodrop w Holandii. 30 marca 2018 roku 100% udziałów Vekomy przejął japoński producent urządzeń rozrywkowych Sansei Technologies, kolejki górskie będą jednak nadal produkowane pod marką Vekoma.

## Oferta
W ofercie Vekomy znajdowały się następujące modele kolejek górskich:
| #  | Nazwa                     | Rodzaj      | Pierwsza instalacja       | Pierwsza instalacja          | Pierwsza instalacja         | Pierwsza instalacja | Liczba instalacji |
| -- | ------------------------- | ----------- | ------------------------- | ---------------------------- | --------------------------- | ------------------- | ----------------- |
| 1  | Junior Coaster            | rodzinne    | Rollerskater              | Belgia                       | Plopsaland de Panne         | 1990                | 137               |
| 2  | Family Boomerang          | rodzinne    | Ben 10 – Ultimate Mission | Wielka Brytania              | Drayton Manor               | 2010                | 40                |
| 3  | Suspended Family Coaster  | rodzinne    | Flying ACE Aerial Chase   | Stany Zjednoczone            | Kings Island                | 2001                | 37                |
| 4  | Motorbike Coaster         | rodzinne    | Booster Bike              | Holandia                     | Toverland                   | 2004                | 5                 |
| 5  | Single Car Launch Coaster | rodzinne    | -                         | -                            | -                           | -                   | -                 |
| 6  | Splash Party              | rodzinne    | Bandit Bomber             | Zjednoczone Emiraty Arabskie | Yas Waterworld              | 2013                | 1                 |
| 7  | Mine Train                | rodzinne    | Calamity Mine             | Holandia                     | Walibi Holland              | 1992                | 15                |
| 8  | Family Coaster            | rodzinne    | Hyperspace Mountain       |                              | Hong Kong Disneyland Resort | 2005                | 19                |
| 9  | Family Launch Coaster     | rodzinne    | Big Bear Mountain         | Stany Zjednoczone            | Dollywood                   | 2023                | 3                 |
| 10 | Switchback Coaster        | rodzinne    | Jungle Rush               | Australia                    | Dreamworld                  | 2024                | 3                 |
| 11 | MK-700                    | ekstremalne | Nightmare                 | Kanada                       | Boblo Island                | 1988                | 6                 |
| 12 | MK-900                    | ekstremalne | Temple of Night Hawk      | Niemcy                       | Phantasialand               | 1988                | 6                 |
| 13 | MK-1200                   | ekstremalne | Tornado                   | Belgia                       | Walibi Belgium              | 1979                | 49                |
| 14 | Wooden Coaster            | ekstremalne | Robin Hood                | Holandia                     | Walibi Holland              | 2000                | 3                 |
| 15 | Tilt Coaster              | ekstremalne | Gravity Max               |                              | Liphao Land                 | 2002                | 4                 |
| 16 | Dueling Coaster           | ekstremalne | Battlestar Galactica      | Singapur                     | Universal Studios Singapore | 2010                | 1                 |
| 17 | Big Air Coaster           | ekstremalne | Big Air                   |                              | E-DA Theme Park             | 2010                | 1                 |
| 18 | Boomerang                 | ekstremalne | Boomerang                 | Kanada                       | La Ronde                    | 1984                | 77                |
| 19 | Giant Inverted Boomerang  | ekstremalne | Déjà Vu                   | Stany Zjednoczone            | Six Flags Magic Mountain    | 2001                | 10                |
| 20 | Invertigo                 | ekstremalne | Hangover                  | Szwecja                      | Liseberg                    | 1997                | 4                 |
| 21 | Suspended Looping Coaster | ekstremalne | Condor                    | Holandia                     | Walibi Holland              | 1994                | 52                |
| 22 | Flying Dutchman           | ekstremalne | Stealth                   | Stany Zjednoczone            | California’s Great America  | 2000                | 5                 |
| 23 | Stingray                  | ekstremalne | Stingray                  |                              | Giant Wheel Park of Suzhou  | 2009                | 1                 |
| 24 | LSM Launch Coaster        | ekstremalne | Rock ’n’ Roller Coaster   | Stany Zjednoczone            | Walt Disney World Resort    | 1999                | 3                 |
| 25 | Space Warp                | ekstremalne | Formuła                   | Polska                       | Energylandia                | 2016                | 2                 |
| 26 | Bermuda Blitz             | ekstremalne | Lech Coaster              | Polska                       | Legendia                    | 2017                | 1                 |
| 27 | Firestorm                 | ekstremalne | ?                         |                              | Ocean Flower Fairy Land     | 2018                | 2                 |
| 28 | Hyper Space Warp          | ekstremalne | Flying Dragon             |                              | Oriental Legend Cixian      | 2019                | 4                 |
| 29 | Top Gun                   | ekstremalne | Fighter Jet               |                              | Fanta Park Glorious Orient  | 2021                | 6                 |
| 30 | Flying Coaster            | ekstremalne | F.L.Y.                    | Niemcy                       | Phantasialand               | 2020                | 1                 |
| 31 | Shockwave                 | ekstremalne | Abyssus                   | Polska                       | Energylandia                | 2021                | 2                 |
| 32 | Suspended Thrill Coaster  | ekstremalne | Hals-über-Kopf            | Niemcy                       | Erlebnispark Tripsdrill     | 2020                | 2                 |
| 33 | Spinning Coaster          | ekstremalne | Guardians of the Galaxy   | Stany Zjednoczone            | Walt Disney World Resort    | 2022                | 1                 |
| 34 | Renegade                  | ekstremalne | Invincible Warriors       |                              | Fantawild Land Luqiao       | 2022                | 1                 |
| 35 | Wildcat                   | ekstremalne | Fønix                     | Dania                        | Fårup Sommerland            | 2022                | 1                 |
| 36 | Super Boomerang           | ekstremalne | Cloud Shuttle             |                              | Fantawild Tongshan          | 2023                | 2                 |
| 37 | Double Launch Coaster     | ekstremalne | Tecuani Beast             | Meksyk                       | BON Luxury Theme Park       | 2025                | 1                 |
| 38 | Thrill Glider             | ekstremalne | ?                         | Stany Zjednoczone            | Six Flags Magic Mountain    | 2026                | 2                 |
| 39 | Ghostrider                | ekstremalne | ?                         | Brazylia                     | Cacau Park                  | 2027                | 1                 |

## Zaprojektowane kolejki górskie

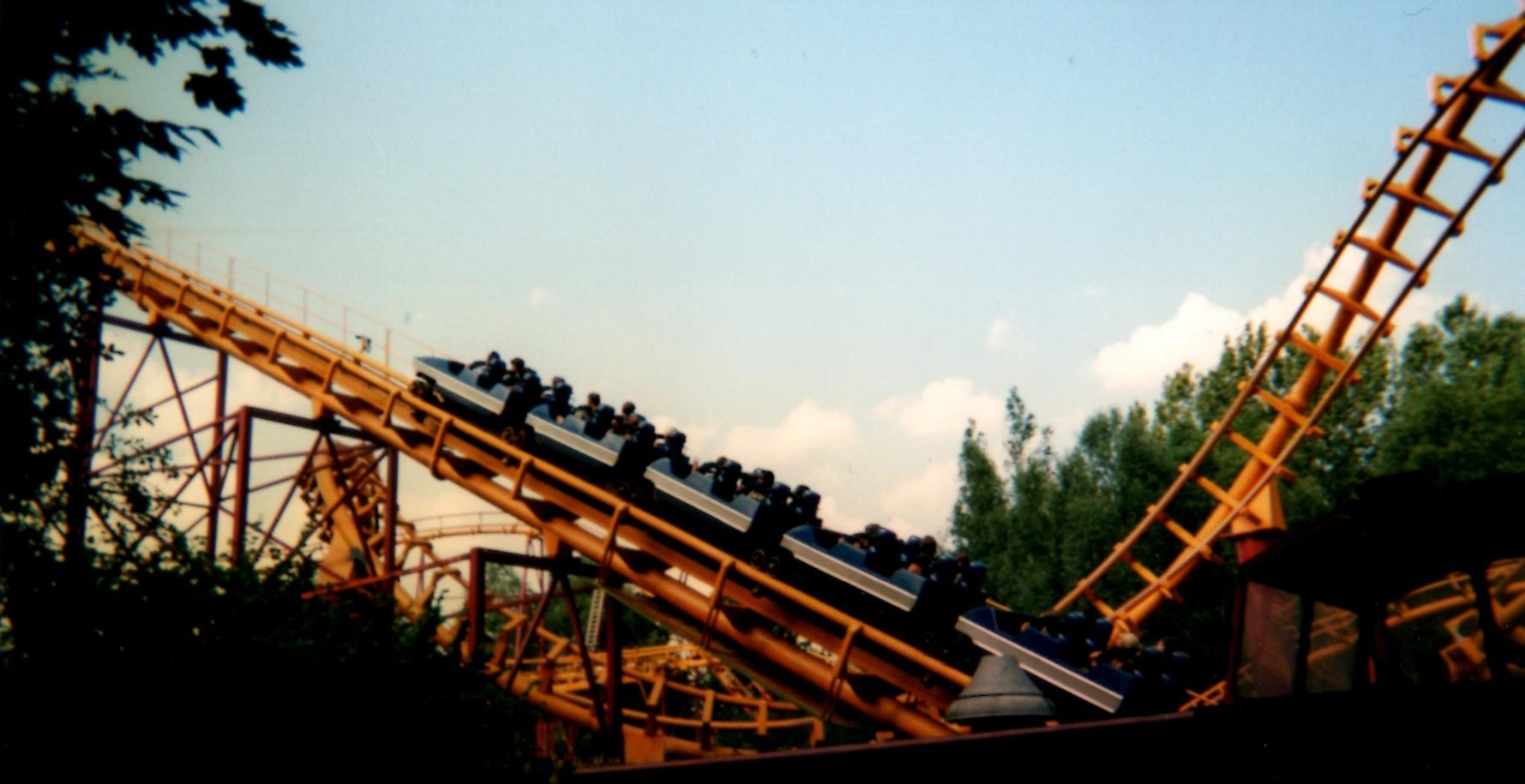
Tornado, Walibi Belgium - pierwsza kolejka firmy Vekoma

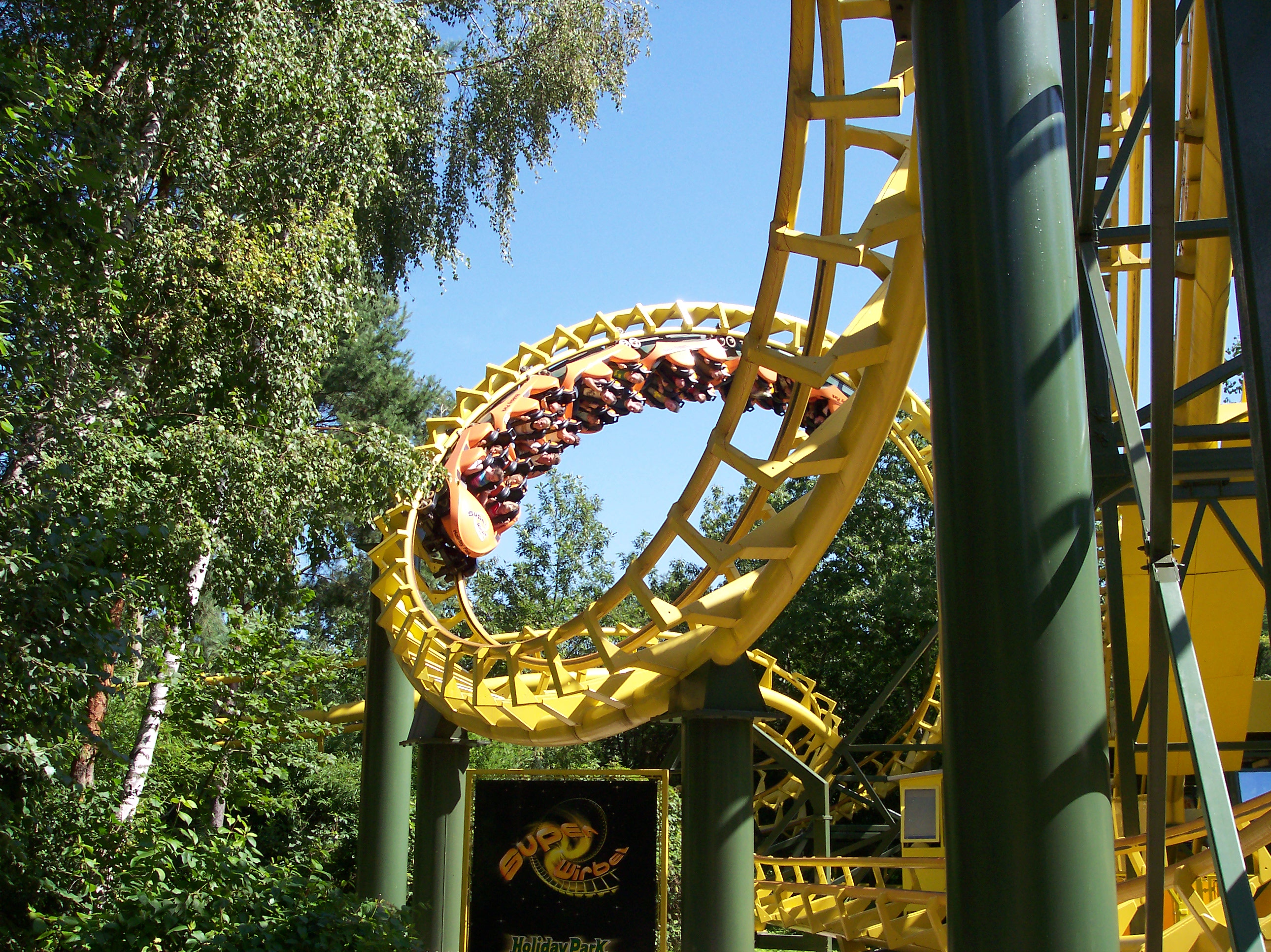
Model MK-1200 / Corkscrew - Super Wirbel, Holiday Park

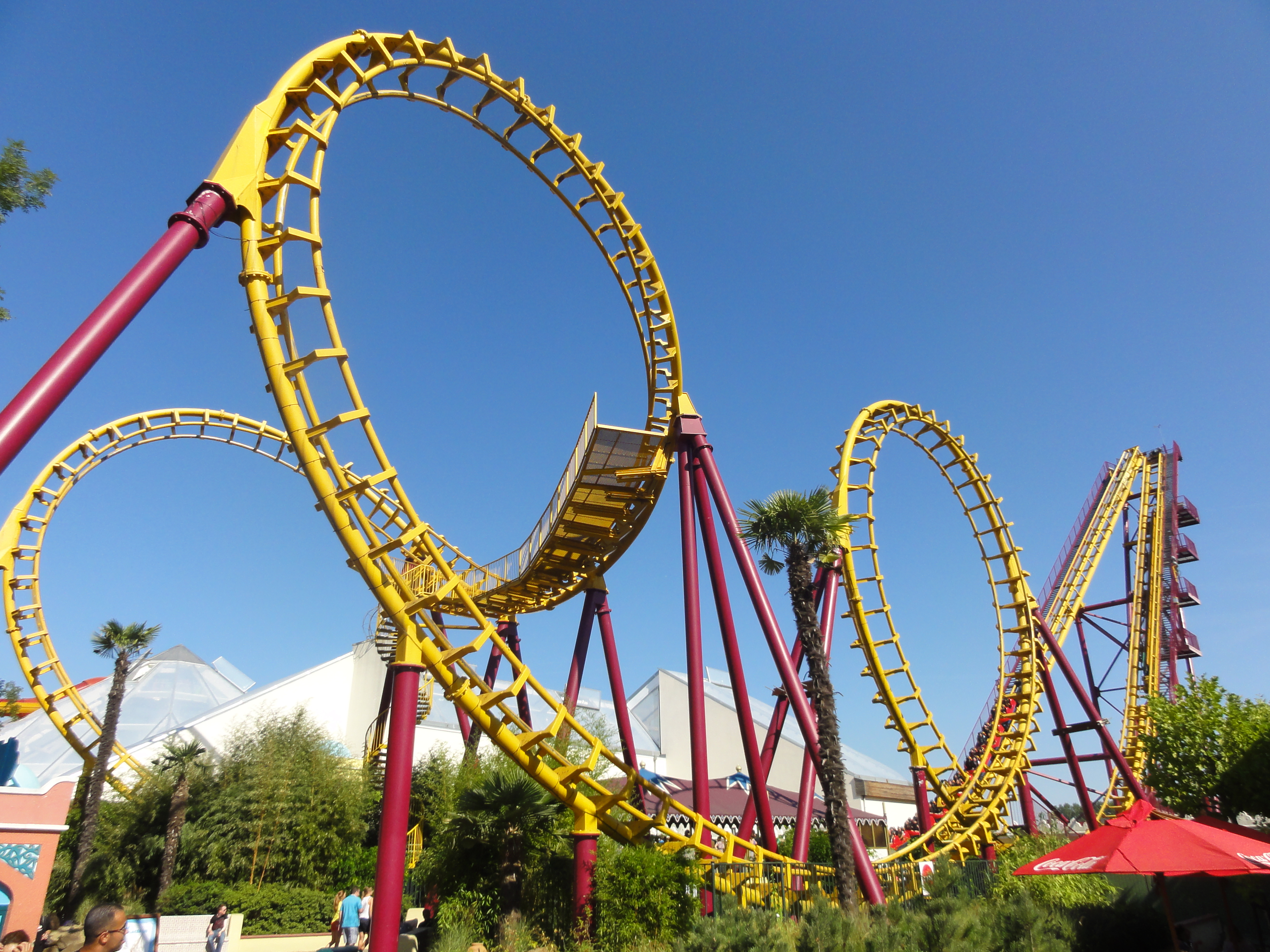
Model Boomerang - Cobra, Walibi Belgium

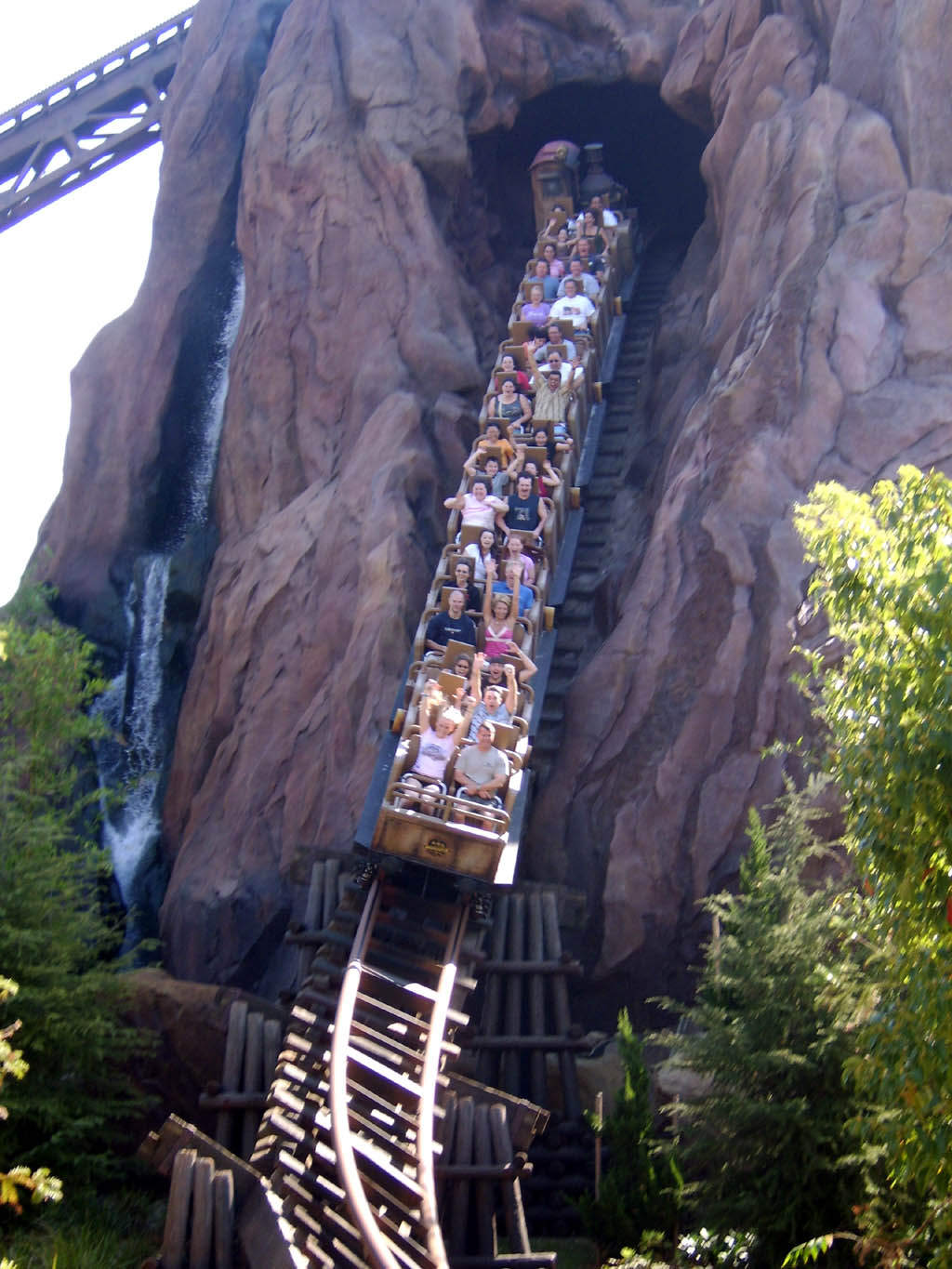
Expedition Everest, Walt Disney World Resort

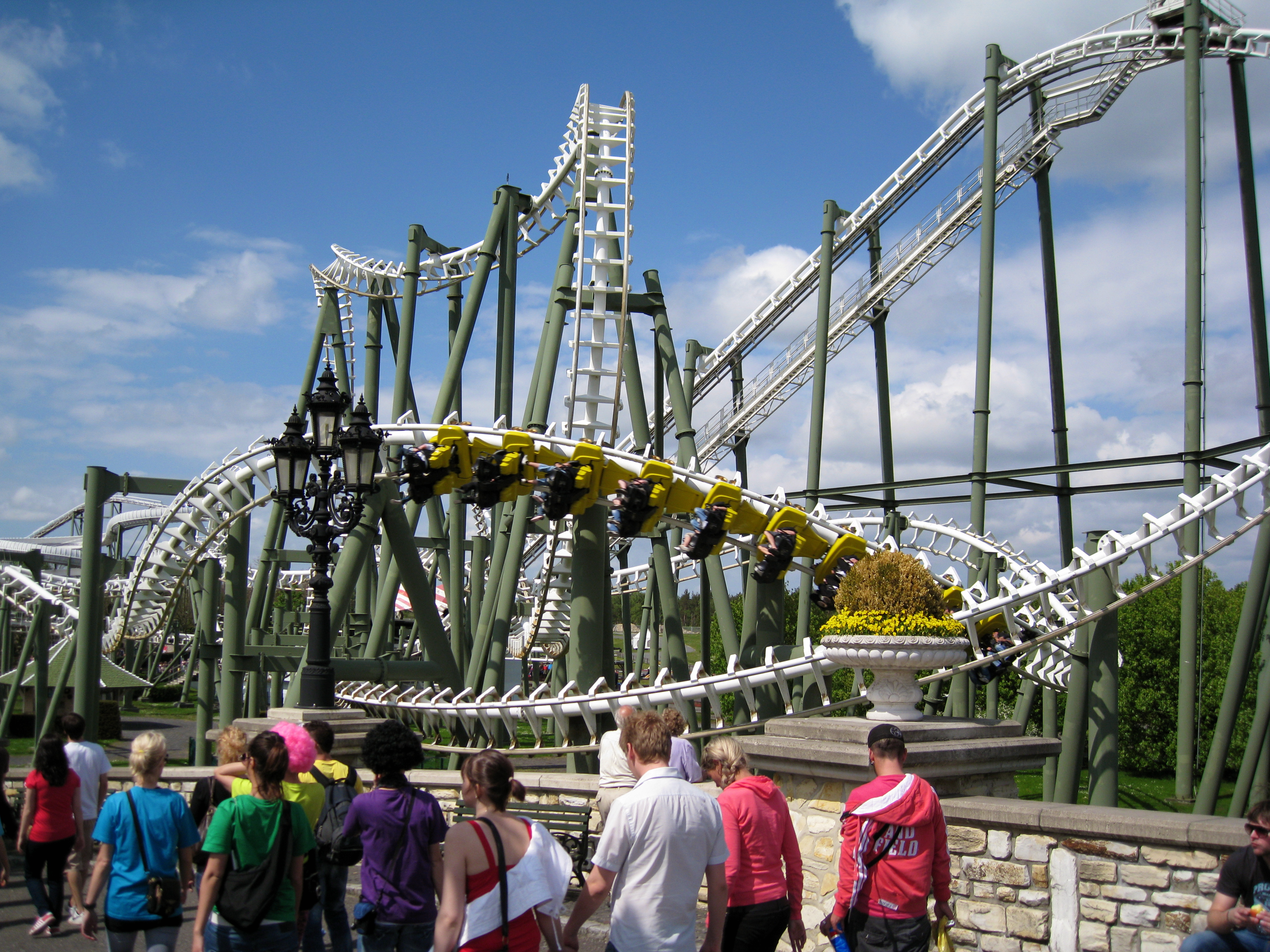
Model SLC / 689m Standard – Limit, Heide-Park

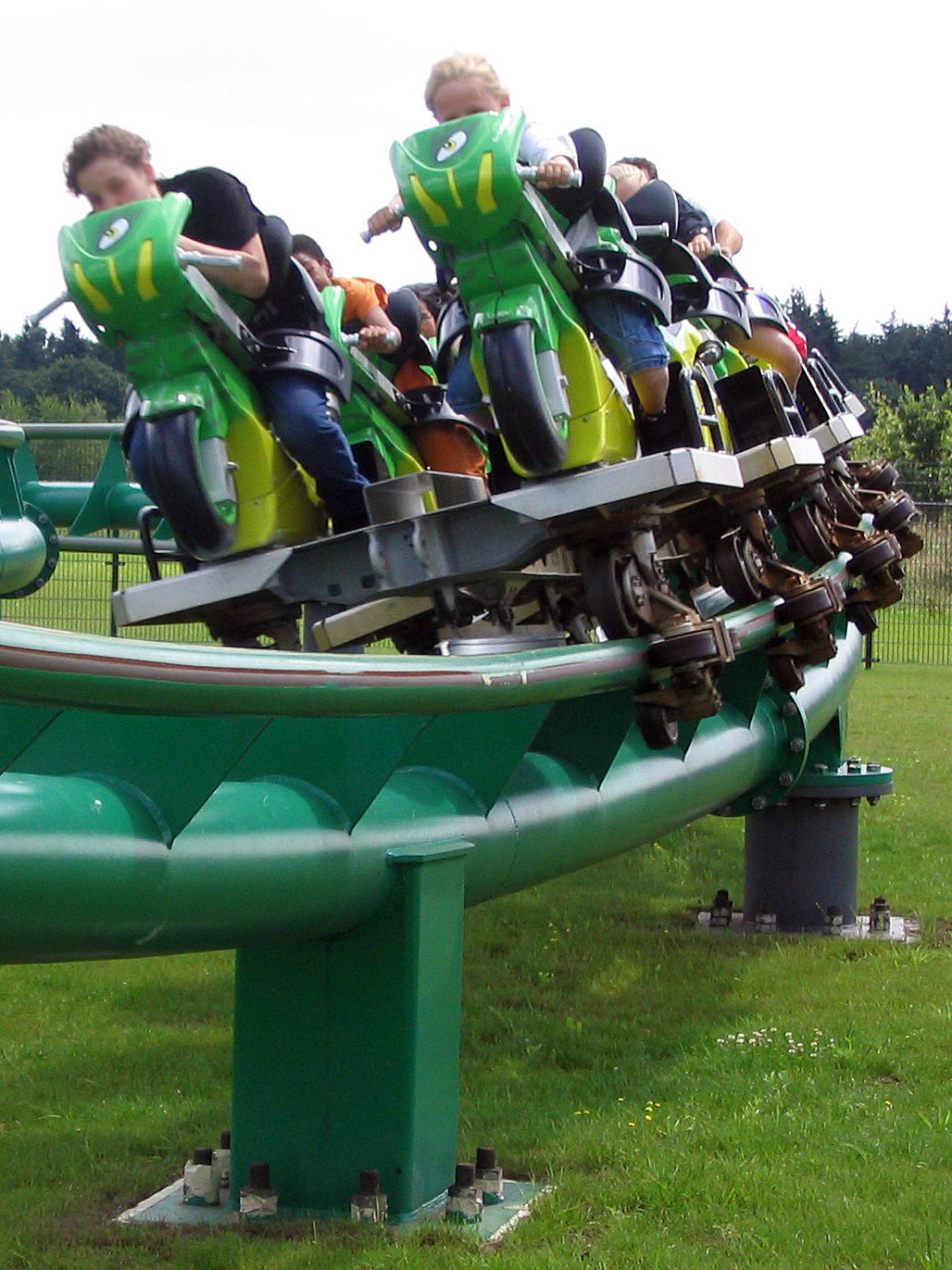
Model Motorbike Coaster - Boosterbike, Toverland

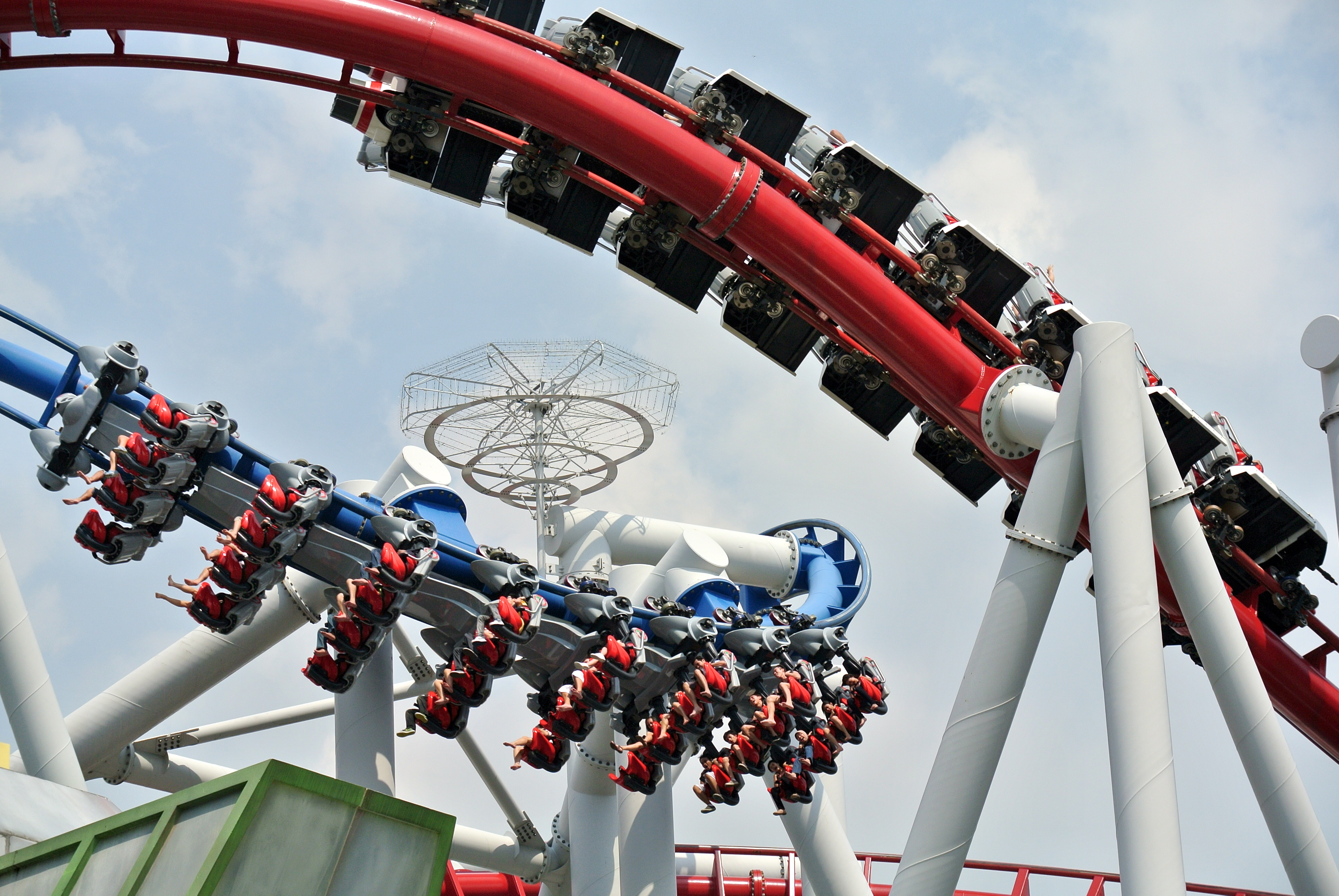
Battlestar Galactica, Universal Studios Singapore

Do roku 2025 włącznie Vekoma zaprojektowała na całym świecie łącznie 440 kolejek górskich (537 łącznie z przeniesionymi).
| Nazwa                                        | Model                             | Park                         | Park                                   | Rok  | Status            |
| -------------------------------------------- | --------------------------------- | ---------------------------- | -------------------------------------- | ---- | ----------------- |
| Tornado                                      | MK-1200 / Corkscrew               | Belgia                       | Walibi Belgium                         | 1979 | usunięta          |
| Super Wirbel                                 | MK-1200 / Corkscrew               | Niemcy                       | Plopsaland Deutschland                 | 1979 | usunięta          |
| Super Spirale                                | MK-1200 / Corkscrew               | Niemcy                       | Movie Park Germany                     | 1979 | przeniesiona      |
| Corkscrew                                    | MK-1200 / Corkscrew               | Wielka Brytania              | Spanish City Amusement Park            | 1980 | przeniesiona      |
| Corkscrew                                    | MK-1200 / Corkscrew               | Wielka Brytania              | Alton Towers                           | 1980 | usunięta          |
| Corkscrew                                    | MK-1200 / Corkscrew               | Argentyna                    | Ital Park                              | 1980 | przeniesiona      |
| Super Manège                                 | MK-1200 / Corkscrew               | Kanada                       | La Ronde                               | 1981 | działa            |
| Flying Tiger                                 | MK-1200 / Whirlwind               | Niemcy                       | Zoo Safaripark Stukenbrock             | 1981 | działa            |
| Python                                       | MK-1200 / Corkscrew               | Holandia                     | Efteling                               | 1981 | działa            |
| Speed Snake                                  | MK-1200 / Whirlwind               | Niemcy                       | Fort Fun Abenteuerland                 | 1982 | działa            |
| Wervelwind                                   | MK-1200 / Whirlwind               | Belgia                       | Bobbejaanland                          | 1982 | przeniesiona      |
| Corkscrew                                    | MK-1200 / Whirlwind               | Tajlandia                    | Magic Land                             | 1982 | przeniesiona      |
| Corkscrew                                    | MK-1200 / Corkscrew               | Wielka Brytania              | Flamingo Land                          | 1983 | przeniesiona      |
| Big Loop                                     | MK-1200                           | Niemcy                       | Heide-Park Resort                      | 1983 | działa            |
| Whirlwind                                    | MK-1200 / Whirlwind               | Wielka Brytania              | Clacton Pier                           | 1983 | przeniesiona      |
| Montaña Rusa                                 | MK-1200 / Corkscrew               | Wenezuela                    | Diverland                              | 1983 | działa            |
| Montanha Espacial                            | MK-1200 / Whirlwind               | Brazylia                     | Tivoli Park                            | 1983 | przeniesiona      |
| Whirlwind                                    | MK-1200 / Whirlwind               | Stany Zjednoczone            | Playland Park                          | 1984 | przeniesiona      |
| Boomerang                                    | Boomerang                         | Kanada                       | La Ronde                               | 1984 | działa            |
| Sea Serpent                                  | Boomerang                         | Stany Zjednoczone            | Morey’s Piers                          | 1984 | działa            |
| Boomerang                                    | Boomerang                         | Belgia                       | Bellewaerde                            | 1984 | działa            |
| Boomerang                                    | Boomerang                         | Meksyk                       | Rafaella Padilla                       | 1984 | przeniesiona      |
| Screamer                                     | MK-1200 / Corkscrew               | Kanada                       | Boblo Island                           | 1985 | przeniesiona      |
| Shaman                                       | MK-1200 / Corkscrew               | Włochy                       | Gardaland                              | 1985 | działa            |
| Boomerang                                    | Boomerang                         | Dania                        | Tivoli Karolinenlund                   | 1985 | przeniesiona      |
| Speedy Gonzales                              | Wild Mouse                        | Austria                      | Wiener Prater                          | 1985 | przeniesiona      |
| Cobra                                        | Boomerang                         | Wielka Brytania              | West Midland Safari Park               | 1985 | przeniesiona      |
| Boomerang                                    | Boomerang                         |                              | Star Lake Amusement Park               | 1985 | przeniesiona      |
| Tidal Wave                                   | Boomerang                         | Stany Zjednoczone            | Trimper’s Rides                        | 1986 | działa            |
| Tornado                                      | MK-1200 / Tornado                 | Japonia                      | Tokyo Summerland                       | 1986 | działa            |
| Crazy Roller Coaster                         | MK-1200                           |                              | Nanhu Amusement Park                   | 1986 | usunięta          |
| Scream Machine                               | MK-1200                           | Kanada                       | Expo ’86                               | 1986 | przeniesiona      |
| Bat                                          | Boomerang                         | Kanada                       | Canada’s Wonderland                    | 1987 | działa            |
| Boomerang                                    | Boomerang                         | Wielka Brytania              | Hafan y Môr Holiday Park               | 1987 | przeniesiona      |
| Dream Catcher                                | Swinging Turns                    | Belgia                       | Bobbejaanland                          | 1987 | działa            |
| Time Twister                                 | MK-1200 / Corkscrew               | Stany Zjednoczone            | Jolly Roger Amusement Park             | 1987 | przeniesiona      |
| Boomerang                                    | Boomerang                         | Francja                      | Zygo Park                              | 1987 | przeniesiona      |
| Korkkiruuvi                                  | MK-1200 / Whirlwind               | Finlandia                    | Särkänniemi                            | 1987 | usunięta          |
| Nightmare                                    | MK-700                            | Kanada                       | Boblo Island                           | 1988 | przeniesiona      |
| Boomerang                                    | Boomerang                         | Meksyk                       | Six Flags Mexico                       | 1988 | przeniesiona      |
| EqWalizer                                    | Boomerang                         | Francja                      | Walibi Rhône-Alpes                     | 1988 | działa            |
| Loopen                                       | MK-1200 / Tornado                 | Norwegia                     | TusenFryd                              | 1988 | działa            |
| Alton Mouse                                  | Wild Mouse                        | Wielka Brytania              | Alton Towers                           | 1988 | przeniesiona      |
| Miralooping                                  | MK-1200 / Corkscrew               | Francja                      | Mirapolis                              | 1988 | przeniesiona      |
| Coca-Cola Roller                             | Boomerang                         | Wielka Brytania              | Glasgow Garden Festival                | 1988 | przeniesiona      |
| Temple of the Night Hawk                     | MK-900                            | Niemcy                       | Phantasialand                          | 1988 | działa            |
| Centrifuge                                   | Swinging Turns                    | Australia                    | World Expo Park                        | 1988 | przeniesiona      |
| Supernova                                    | MK-900                            | Australia                    | World Expo Park                        | 1988 | przeniesiona      |
| Titan                                        | Boomerang                         | Australia                    | World Expo Park                        | 1988 | przeniesiona      |
| Flashback                                    | Boomerang                         | Stany Zjednoczone            | Six Flags Over Texas                   | 1989 | przeniesiona      |
| Kamikaze                                     | MK-1200                           | Stany Zjednoczone            | Dinosaur Beach                         | 1989 | przeniesiona      |
| Halvar                                       | MK-700                            | Belgia                       | Plopsa Coo                             | 1989 | działa            |
| French Revolution                            | MK-1200                           | Korea Południowa             | Lotte World                            | 1989 | działa            |
| Londonderry Express                          | MK-900                            | Korea Południowa             | Lotte World                            | 1989 | przeniesiona      |
| Chaos                                        | Illusion                          | Stany Zjednoczone            | Opryland USA                           | 1989 | przeniesiona      |
| Ninja                                        | MK-1200                           | Stany Zjednoczone            | Six Flags St. Louis                    | 1989 | działa            |
| Goudurix                                     | MK-1200                           | Francja                      | Parc Astérix                           | 1989 | działa            |
| Mount Mara                                   | Illusion                          | Belgia                       | Bobbejaanland                          | 1989 | działa            |
| Comet                                        | MK-1200 / Hurricane               | Francja                      | Walygator Parc                         | 1989 | działa            |
| Missile                                      | Boomerang                         | Wielka Brytania              | American Adventure Theme Park          | 1989 | przeniesiona      |
| Vampire                                      | Boomerang                         | Stany Zjednoczone            | Kentucky Kingdom                       | 1990 | przeniesiona      |
| Tornado                                      | MK-1200 / Tornado                 | Holandia                     | Avonturenpark Hellendoorn              | 1990 | działa            |
| Rollerskater                                 | Junior Coaster                    | Belgia                       | Plopsaland De Panne                    | 1990 | działa            |
| Boomerang                                    | Boomerang                         | Hiszpania                    | Parque de Atracciones de Montjuic      | 1990 | przeniesiona      |
| Boomerang                                    | Boomerang                         | Stany Zjednoczone            | Knott’s Berry Farm                     | 1990 | przeniesiona      |
| Achterbahn                                   | Junior Coaster                    | Niemcy                       | Rasti-Land                             | 1991 | działa            |
| Terror Train                                 | Junior Coaster                    | Finlandia                    | Planet FunFun                          | 1991 | przeniesiona      |
| Sidewinder                                   | Boomerang                         | Stany Zjednoczone            | Hersheypark                            | 1991 | działa            |
| Mega Looping Bahn                            | MK-1200 / Corkscrew               | Niemcy                       | Spreepark                              | 1992 | przeniesiona      |
| Kiddee Coaster                               | Junior Coaster                    | Stany Zjednoczone            | Six Flags Fiesta Texas                 | 1992 | działa            |
| Rhino Coaster                                | Junior Coaster                    | Wielka Brytania              | West Midland Safari Park               | 1992 | działa            |
| Calamity Mine                                | Mine Train                        | Belgia                       | Walibi Belgium                         | 1992 | działa            |
| Boomerang                                    | Boomerang                         | Francja                      | Walibi Sud-Ouest                       | 1992 | działa            |
| Mine Expressen                               | Junior Coaster                    | Dania                        | Fårup Sommerland                       | 1992 | działa            |
| Boomerang                                    | Boomerang                         | Austria                      | Wiener Prater                          | 1992 | działa            |
| Demon                                        | Boomerang                         | Australia                    | Wonderland Sydney                      | 1992 | przeniesiona      |
| Space Mountain                               | MK-700                            |                              | Formosan Aboriginal Culture Village    | 1992 | działa            |
| Blue Hawk                                    | MK-1200                           | Stany Zjednoczone            | Six Flags Over Georgia                 | 1992 | działa            |
| Big Thunder Mountain                         | Mine Train                        | Francja                      | Disneyland Resort Paris                | 1993 | działa            |
| Whirlwind                                    | MK-1200                           | Stany Zjednoczone            | Knoebels Amusement Park & Resort       | 1993 | przeniesiona      |
| Gadget’s Go Coaster                          | Junior Coaster                    | Stany Zjednoczone            | Disneyland Anaheim                     | 1993 | działa            |
| Roller                                       | Junior Coaster                    | Meksyk                       | Six Flags Mexico                       | 1993 | działa            |
| Rasender Roland                              | Junior Coaster                    | Niemcy                       | Hansa Park                             | 1993 | działa            |
| Star Mountain                                | MK-1200 / Corkscrew               | Brazylia                     | Beto Carrero World                     | 1993 | działa            |
| ?                                            | Junior Coaster                    | Brazylia                     | Playland Praia de Belas                | 1993 | przeniesiona      |
| Litle Rattler                                | Junior Coaster                    |                              | Leofoo Village Theme Park              | 1993 | działa            |
| Laser Blaster                                | Junior Coaster                    |                              | Window on China Theme Park             | 1993 | działa            |
| Mini Mine Train                              | Junior Coaster                    |                              | Window on China Theme Park             | 1993 | działa            |
| Jul's RollerSkates                           | Junior Coaster                    | Holandia                     | Julianatoren                           | 1993 | działa            |
| Wild Mouse                                   | Wild Mouse                        | Stany Zjednoczone            | Idlewild & SoakZone                    | 1993 | działa            |
| Boomerang                                    | Boomerang                         | Wielka Brytania              | Pleasure Island                        | 1993 | usunięta          |
| Mini Mine Train                              | Junior Coaster                    | Wielka Brytania              | Pleasure Island                        | 1993 | przeniesiona      |
| Black Hole Express                           | MK-1200                           | Korea Południowa             | Kumdori Land                           | 1993 | usunięta          |
| Space Adventure                              | Junior Coaster                    | Korea Południowa             | Kumdori Land                           | 1993 | usunięta          |
| Roller Skater                                | Junior Coaster                    | Stany Zjednoczone            | Kentucky Kingdom                       | 1994 | działa            |
| Corkscrew                                    | MK-1200 / Corkscrew               | Kanada                       | Playland                               | 1994 | działa            |
| Megablitz                                    | MK-700                            | Austria                      | Wiener Prater                          | 1994 | działa            |
| Corkscrew                                    | MK-1200 / Corkscrew               | Malezja                      | Genting Theme Park                     | 1994 | usunięta          |
| Grampus Jet                                  | Swinging Turns                    | Japonia                      | Greenland                              | 1994 | działa            |
| Thunderbolt                                  | Boomerang                         | Katar                        | Aladdin's Kingdom                      | 1994 | przeniesiona      |
| Sky Coaster                                  | Swinging Turns                    | Malezja                      | Dream World                            | 1994 | działa            |
| Black Hole Coaster                           | MK-900                            | Malezja                      | Dream World                            | 1994 | działa            |
| Casey Jr., Le Petit Train du Cirque          | Powered Coaster                   | Francja                      | Disneyland Resort Paris                | 1994 | działa            |
| Condor                                       | SLC / 662m                        | Holandia                     | Walibi Holland                         | 1994 | działa            |
| Mayan Mindbender                             | MK-700                            | Stany Zjednoczone            | Six Flags AstroWorld                   | 1995 | przeniesiona      |
| Flight Deck                                  | SLC / 689m Standard               | Kanada                       | Canada’s Wonderland                    | 1995 | działa            |
| Fly the Great Nor'Easter                     | SLC                               | Stany Zjednoczone            | Morey’s Piers                          | 1995 | działa            |
| T3                                           | SLC / 662m                        | Stany Zjednoczone            | Kentucky Kingdom                       | 1995 | przeniesiona      |
| Bumerang                                     | Boomerang                         | Uzbekistan                   | Tashkentland                           | 1995 | działa            |
| Montanha Russa                               | Junior Coaster                    | Brazylia                     | Fantasy Place                          | 1995 | działa            |
| Gadget’s Go Coaster                          | Junior Coaster                    | Japonia                      | Tokyo Disney Resort                    | 1995 | działa            |
| Blackout                                     | SLC / 689m Standard               | Japonia                      | Suzuka International Racing Course     | 1995 | przeniesiona      |
| Hurricane                                    | SLC / 689m Standard               | Japonia                      | Rusutsu Resort                         | 1995 | działa            |
| F2 Fright Flight                             | SLC / 689m Standard               | Japonia                      | Nasu Highland Park                     | 1995 | działa            |
| Light Catcher                                | Junior Coaster                    | Indonezja                    | Timezone                               | 1995 | działa            |
| ?                                            | Junior Coaster                    | Malezja                      | Kerry Leisureland                      | 1995 | przeniesiona      |
| Boomerang                                    | Boomerang                         | Korea Południowa             | E-World                                | 1995 | działa            |
| Hangman                                      | SLC / 689m Standard               | Stany Zjednoczone            | Opryland USA                           | 1995 | przeniesiona      |
| Mind Eraser                                  | SLC / 689m Standard               | Stany Zjednoczone            | Six Flags America                      | 1995 | działa            |
| Star Wars Hyperspace Mountain: Rebel Mission | Custom                            | Francja                      | Disneyland Resort Paris                | 1995 | działa            |
| Space Shuttle                                | Junior Coaster                    | Filipiny                     | Enchanted Kingdom                      | 1995 | działa            |
| Roller Skater                                | Junior Coaster                    | Filipiny                     | Enchanted Kingdom                      | 1995 | działa            |
| Arkham Asylum - Shock Therapy                | SLC / 765m Extended               | Australia                    | Warner Bros. Movie World               | 1995 | działa            |
| Montanha Espacial                            | MK-1200 / Whirlwind               | Brazylia                     | Luna Park Nova Iguaçu                  | 1996 | przeniesiona      |
| Barnstormer                                  | Junior Coaster                    | Stany Zjednoczone            | Walt Disney World Resort               | 1996 | działa            |
| Headspin                                     | Boomerang                         | Stany Zjednoczone            | Geauga Lake                            | 1996 | przeniesiona      |
| Rioolrat                                     | Junior Coaster                    | Holandia                     | Avonturenpark Hellendoorn              | 1996 | działa            |
| Backyardigans: Mission to Mars               | Junior Coaster                    | Niemcy                       | Movie Park Germany                     | 1996 | działa            |
| Devil’s Mine                                 | Junior Coaster                    | Niemcy                       | Fort Fun Abenteuerland                 | 1996 | działa            |
| Tantilya Express                             | Junior Coaster                    | Turcja                       | Tantilya                               | 1996 | przeniesiona      |
| Boomerang                                    | Boomerang                         | Chile                        | Fantasilandia                          | 1996 | działa            |
| Boomerang                                    | Boomerang                         | Brunei                       | Jerudong Park Playground               | 1996 | przeniesiona      |
| Coaster                                      | Junior Coaster                    | Zjednoczone Emiraty Arabskie | Wonderland                             | 1996 | usunięta          |
| Space Switchback                             | Junior Coaster                    |                              | Oriental Pearl Tower                   | 1996 | działa            |
| X                                            | Enigma                            | Wielka Brytania              | Thorpe Park                            | 1996 | działa            |
| Joker's Revenge                              | MK-1200 / Hurricane               | Stany Zjednoczone            | Six Flags Fiesta Texas                 | 1996 | przeniesiona      |
| Colorado Adventure                           | MK-900                            | Niemcy                       | Phantasialand                          | 1996 | działa            |
| HangOver                                     | Invertigo                         | Szwecja                      | Liseberg                               | 1997 | przeniesiona      |
| Boomerang                                    | Boomerang                         | Brazylia                     | Playcenter São Paulo                   | 1997 | przeniesiona      |
| Nio                                          | SLC / 689m Standard               |                              | Formosan Aboriginal Culture Village    | 1997 | działa            |
| Mayan Adventure                              | SLC / 689m Standard               | Japonia                      | Greenland                              | 1997 | działa            |
| Pusing Lagi                                  | SLC / 787m Extended               | Brunei                       | Jerudong Park Playground               | 1997 | przeniesiona      |
| Boomerang                                    | Boomerang                         | Egipt                        | Geroland                               | 1997 | działa            |
| Junior Coaster                               | Junior Coaster                    | Egipt                        | Geroland                               | 1997 | działa            |
| Montanha Russa                               | Junior Coaster                    | Portugalia                   | Funcenter                              | 1997 | przeniesiona      |
| X-Treme Coaster                              | Junior Coaster                    | Filipiny                     | X-Site                                 | 1997 | działa            |
| ?                                            | Junior Coaster                    | Japonia                      | Tokiwa Park                            | 1997 | przeniesiona      |
| ?                                            | Junior Coaster                    | Japonia                      | Tohoku Exhibition                      | 1997 | przeniesiona      |
| ?                                            | SLC / 689m Standard               | Japonia                      | Tohoku Exhibition                      | 1997 | przeniesiona      |
| Mind Eraser                                  | SLC / 689m Standard               | Stany Zjednoczone            | Darien Lake                            | 1997 | działa            |
| Flashback                                    | Boomerang                         | Stany Zjednoczone            | Great Escape                           | 1997 | działa            |
| Mind Eraser                                  | SLC / 689m Standard               | Stany Zjednoczone            | Six Flags New England                  | 1997 | działa            |
| Mind Eraser                                  | SLC / 689m Standard               | Stany Zjednoczone            | Elitch Gardens                         | 1997 | działa            |
| Zoomerang                                    | Boomerang                         | Stany Zjednoczone            | Lake Compounce                         | 1997 | działa            |
| Jaguar                                       | SLC / 765m Extended               | Hiszpania                    | Isla Magicá                            | 1997 | działa            |
| Chaos                                        | Illusion                          | Stany Zjednoczone            | Old Indiana Fun-n-Water Park           | 1998 | usunięta          |
| Vapor Trail                                  | Junior Coaster                    | Stany Zjednoczone            | Sesame Place                           | 1998 | działa            |
| Spacely's Sprocket Rockets                   | Junior Coaster                    | Stany Zjednoczone            | Six Flags Great America                | 1998 | działa            |
| Thunderhawk                                  | SLC / 689m Standard               | Stany Zjednoczone            | Geauga Lake                            | 1998 | przeniesiona      |
| Boomerang                                    | Boomerang                         | Stany Zjednoczone            | Wild Adventures                        | 1998 | działa            |
| Blue Tornado                                 | SLC / 765m Extended               | Włochy                       | Gardaland                              | 1998 | działa            |
| Cape Cobras                                  | SLC / 765m Extended               | Południowa Afryka            | Ratanga Junction                       | 1998 | przeniesiona      |
| Diamond Devil Run                            | Mine Train                        | Południowa Afryka            | Ratanga Junction                       | 1998 | przeniesiona      |
| Bushwhacker                                  | Junior Coaster                    | Południowa Afryka            | Ratanga Junction                       | 1998 | działa            |
| Boomerang                                    | Boomerang                         | Argentyna                    | Parque de la Costa                     | 1998 | działa            |
| Family Coaster                               | Junior Coaster                    | Egipt                        | Dream Park                             | 1998 | działa            |
| Pinestar                                     | Junior Coaster                    | Japonia                      | Porto Europa                           | 1998 | działa            |
| Dark Ride                                    | Enigma                            | Egipt                        | Dream Park                             | 1998 | działa            |
| Navel Coaster                                | Junior Coaster                    | Japonia                      | Shibukawa Skyland                      | 1998 | działa            |
| Invertigo                                    | Invertigo                         | Stany Zjednoczone            | California’s Great America             | 1998 | przeniesiona      |
| Boomerang Coast to Coaster                   | Boomerang                         | Stany Zjednoczone            | Six Flags Discovery Kingdom            | 1998 | działa            |
| Vogel Rok                                    | MK-900                            | Holandia                     | Efteling                               | 1998 | działa            |
| Kong                                         | SLC / 689m Standard               | Stany Zjednoczone            | Six Flags Discovery Kingdom            | 1998 | działa            |
| Boomerang Coast to Coaster                   | Boomerang                         | Stany Zjednoczone            | Darien Lake                            | 1998 | działa            |
| Junior Roller Coaster                        | Junior Coaster                    | Japonia                      | Tokushima Familyland                   | 1998 | działa            |
| Tami-Tami                                    | Junior Coaster                    | Hiszpania                    | PortAventura Park                      | 1998 | działa            |
| Boomerang                                    | Boomerang                         |                              | Qingdao International Beer City        | 1998 | przeniesiona      |
| ?                                            | Junior Coaster                    |                              | Qingdao International Beer City        | 1998 | usunięta          |
| Traumatizer                                  | SLC / 689m Standard               | Wielka Brytania              | Southport Pleasureland                 | 1999 | przeniesiona      |
| Vampire                                      | SLC / 689m Standard               | Belgia                       | Walibi Belgium                         | 1999 | działa            |
| Toxic Garden                                 | SLC / 689m Standard               | Niemcy                       | Heide-Park Resort                      | 1999 | działa            |
| Desafío                                      | SLC / 689m Standard               | Argentyna                    | Parque de la Costa                     | 1999 | działa            |
| Roller Coaster                               | SLC / 765m Extended               | Egipt                        | Dream Park                             | 1999 | działa            |
| Boomerang                                    | Boomerang                         | Stany Zjednoczone            | Six Flags Fiesta Texas                 | 1999 | działa            |
| Woody Woodpecker's Nuthouse Coaster          | Junior Coaster                    | Stany Zjednoczone            | Universal Studios Florida              | 1999 | działa            |
| Dragon                                       | Junior Coaster                    | Stany Zjednoczone            | Legoland California                    | 1999 | działa            |
| Invertigo                                    | Invertigo                         | Stany Zjednoczone            | Kings Island                           | 1999 | działa            |
| Boomerang                                    | Boomerang                         | Stany Zjednoczone            | Elitch Gardens                         | 1999 | działa            |
| Two-Face: The Flip Side                      | Invertigo                         | Stany Zjednoczone            | Six Flags America                      | 1999 | przeniesiona      |
| Twisted Typhoon                              | SLC / 689m Standard               | Stany Zjednoczone            | Wild Adventures                        | 1999 | działa            |
| Woodstock Express                            | Junior Coaster                    | Stany Zjednoczone            | Cedar Point                            | 1999 | działa            |
| Millennium                                   | MK-1200                           | Wielka Brytania              | Fantasy Island                         | 1999 | działa            |
| Serial Thriller                              | SLC / 689m Standard               | Stany Zjednoczone            | Six Flags AstroWorld                   | 1999 | przeniesiona      |
| Rock ’n’ Roller Coaster                      | LSM Launch Coaster                | Stany Zjednoczone            | Walt Disney World Resort               | 1999 | działa            |
| Svalbard Ekspressen                          | Junior Coaster                    | Norwegia                     | Kongeparken                            | 2000 | działa            |
| Ant Farm Express                             | Junior Coaster                    | Stany Zjednoczone            | Wild Adventures                        | 2000 | działa            |
| Robin Hood                                   | Wooden Coaster                    | Holandia                     | Walibi Holland                         | 2000 | działa            |
| Maximus                                      | Junior Coaster                    | Wielka Brytania              | Crealy Devon's Great Adventure Park    | 2000 | działa            |
| Boomerang                                    | Boomerang                         | Niemcy                       | Freizeit-Land Geiselwind               | 2000 | działa            |
| Anaconda                                     | Boomerang                         | Izrael                       | Luna Park Tel Aviv                     | 2000 | działa            |
| Roller Skater                                | Junior Coaster                    | Japonia                      | Kijima Kogen                           | 2000 | działa            |
| Go Go Coaster                                | Junior Coaster                    |                              | Ogród Zoologiczny w Chiba              | 2000 | usunięta          |
| Stealth                                      | Flying Dutchman / 843m            | Stany Zjednoczone            | California’s Great America             | 2000 | przeniesiona      |
| Xpress: Platform 13                          | LSM Launch Coaster / 996m         | Holandia                     | Walibi Holland                         | 2000 | działa            |
| Boomerang                                    | Boomerang                         | Stany Zjednoczone            | Worlds of Fun                          | 2000 | działa            |
| Batman The Ride                              | SLC / 689m Standard               | Meksyk                       | Six Flags Mexico                       | 2000 | działa            |
| Speed of Sound                               | Boomerang                         | Holandia                     | Walibi Holland                         | 2000 | działa            |
| Flashback                                    | Boomerang                         | Stany Zjednoczone            | Six Flags New England                  | 2000 | działa            |
| Road Runner's Express                        | Junior Coaster                    | Stany Zjednoczone            | Six Flags New Orleans                  | 2000 | przeniesiona      |
| Zydeco Scream                                | Boomerang                         | Stany Zjednoczone            | Six Flags New Orleans                  | 2000 | nieczynna         |
| Flying Unicorn                               | Junior Coaster                    | Stany Zjednoczone            | Universal Studios Islands of Adventure | 2000 | działa            |
| Road Runner Rollercoaster                    | Junior Coaster                    | Australia                    | Warner Bros. Movie World               | 2000 | działa            |
| Flying Ace Aerial Chase                      | SFC / 342m                        | Stany Zjednoczone            | Kings Island                           | 2001 | działa            |
| Mine Express                                 | Junior Coaster                    |                              | Liphao Land                            | 2001 | działa            |
| Roller Coaster                               | Junior Coaster                    | Południowa Afryka            | Chariots Entertainment Centre          | 2001 | przeniesiona      |
| Mine Train                                   | Junior Coaster                    | Holandia                     | Attractiepark Slagharen                | 2001 | działa            |
| Family Adventure                             | Junior Coaster                    | Włochy                       | Mirabilandia                           | 2001 | przeniesiona      |
| MP-Xpress                                    | SLC / 689m Standard               | Niemcy                       | Movie Park Germany                     | 2001 | działa            |
| Tornado                                      | MK-1200 / Whirlwind               | Meksyk                       | Bosque Mágico                          | 2001 | działa            |
| Cobra                                        | Boomerang                         | Belgia                       | Walibi Belgium                         | 2001 | działa            |
| Loup-Garou                                   | Wooden Coaster                    | Belgia                       | Walibi Belgium                         | 2001 | działa            |
| Thundercoaster                               | Wooden Coaster                    | Norwegia                     | TusenFryd                              | 2001 | działa            |
| Silver Streak                                | SFC / 342m                        | Kanada                       | Canada’s Wonderland                    | 2001 | działa            |
| Boomerang                                    | Junior Coaster                    | Holandia                     | Toverland                              | 2001 | działa            |
| X-Flight                                     | Flying Dutchman / 1018m           | Stany Zjednoczone            | Geauga Lake                            | 2001 | przeniesiona      |
| Batwing                                      | Flying Dutchman / 1018m           | Stany Zjednoczone            | Six Flags America                      | 2001 | działa            |
| Kumba                                        | SLC / 689m Standard               | Izrael                       | Superland                              | 2001 | działa            |
| Ragin’ Cajun                                 | Boomerang                         | Stany Zjednoczone            | Blue Bayou Dixie Landin'               | 2001 | działa            |
| Merlin's Revenge                             | Junior Coaster                    | Stany Zjednoczone            | Castle Amusement Park                  | 2001 | działa            |
| Déjà Vu                                      | Giant Inverted Boomerang          | Stany Zjednoczone            | Six Flags Magic Mountain               | 2001 | przeniesiona      |
| Déjà Vu                                      | Giant Inverted Boomerang          | Stany Zjednoczone            | Six Flags Over Georgia                 | 2001 | przeniesiona      |
| Déjà Vu                                      | Giant Inverted Boomerang          | Stany Zjednoczone            | Six Flags Great America                | 2001 | przeniesiona      |
| Wally Whales Deep Dive Adventure             | Junior Coaster                    |                              | Farglory Ocean Park                    | 2002 | działa            |
| Gravity Max                                  | Tilt Coaster                      |                              | Liphao Land                            | 2002 | działa            |
| Rock ’n’ Roller Coaster                      | LSM Launch Coaster                | Francja                      | Disneyland Resort Paris                | 2002 | działa            |
| Snow Mountain Flying Dragon                  | SLC / Shenlin                     |                              | Happy Valley                           | 2002 | działa            |
| Mine Coaster                                 | Mine Train / 785m                 |                              | Happy Valley                           | 2002 | działa            |
| Odyssey                                      | SLC / Custom                      | Wielka Brytania              | Fantasy Island                         | 2002 | działa            |
| Stunt Fall                                   | Giant Inverted Boomerang          | Hiszpania                    | Parque Warner Madrid                   | 2002 | działa            |
| Escape from Madagascar                       | SFC / 342m                        | Australia                    | Dreamworld                             | 2002 | działa            |
| ?                                            | Invertigo                         | Grecja                       | Allou Fun Park                         | 2003 | przeniesiona      |
| Montanha Russa                               | Junior Coaster                    | Brazylia                     | Neo Geo Family                         | 2003 | działa            |
| Suspended Looping Coaster                    | SLC / 787m Extended               |                              | Suzhou Amusement Land                  | 2003 | działa            |
| Déval'Train                                  | Junior Coaster                    | Francja                      | Parc Touristique des Combes            | 2003 | działa            |
| Whirl Wind Looping Coaster                   | MK-1200 / Whirlwind               | Rosja                        | Wonder Island                          | 2003 | działa            |
| Titánide                                     | SLC / 689m Standard               | Hiszpania                    | Terra Mítica                           | 2003 | działa            |
| Flying Ace Aerial Chase                      | SFC / 342m                        | Stany Zjednoczone            | Carowinds                              | 2003 | działa            |
| Jester                                       | MK-1200 / Hurricane               | Stany Zjednoczone            | Six Flags New Orleans                  | 2003 | nieczynna         |
| Swamp Thing                                  | SFC / 342m                        | Stany Zjednoczone            | Wild Adventures                        | 2003 | działa            |
| Halilintar                                   | Junior Coaster                    | Indonezja                    | Kota Fantasi                           | 2004 | przeniesiona      |
| Krachen                                      | Boomerang                         | Arabia Saudyjska             | Al-Shallal Theme Park                  | 2004 | działa            |
| EuroLoop                                     | MK-1200 / Corkscrew               | Francja                      | Europark                               | 2004 | działa            |
| Nighthawk                                    | Flying Dutchman / 843m            | Stany Zjednoczone            | Carowinds                              | 2004 | działa            |
| Oki Doki                                     | Junior Coaster                    | Belgia                       | Bobbejaanland                          | 2004 | działa            |
| Gauntlet                                     | SLC / 689m Standard               | Stany Zjednoczone            | Magic Springs & Crystal Falls          | 2004 | działa            |
| Booster Bike                                 | Motorbike Coaster / 600m          | Holandia                     | Toverland                              | 2004 | działa            |
| Dragon                                       | Junior Coaster                    | Stany Zjednoczone            | Legoland Florida                       | 2004 | działa            |
| Flying School                                | SFC / 342m                        | Stany Zjednoczone            | Legoland Florida                       | 2004 | działa            |
| Colossus                                     | Boomerang                         | Liban                        | Habtoorland                            | 2004 | przeniesiona      |
| Roller Coaster                               | Junior Coaster                    |                              | Amazing World                          | 2005 | działa            |
| Cobra                                        | Boomerang                         | Finlandia                    | PowerLand                              | 2005 | działa            |
| Bocaraca                                     | MK-1200 / Whirlwind               | Kostaryka                    | Parque Diversiones                     | 2005 | działa            |
| Bat                                          | SFC / 342m                        | Stany Zjednoczone            | Lagoon                                 | 2005 | działa            |
| Zoomerang                                    | Boomerang                         | Stany Zjednoczone            | Alabama Splash Adventure               | 2005 | przeniesiona      |
| Velocity                                     | Motorbike Coaster                 | Wielka Brytania              | Flamingo Land                          | 2005 | działa            |
| Tornado                                      | Invertigo                         | Dania                        | Sommerland Syd                         | 2005 | przeniesiona      |
| Hyperspace Mountain                          | Family Coaster / Custom           |                              | Hong Kong Disneyland Resort            | 2005 | działa            |
| Herky & Timmy's Racing Coaster               | Junior Coaster                    | Korea Południowa             | Everland                               | 2005 | działa            |
| ?                                            | SLC / 689m Standard               | Stany Zjednoczone            | Great Escape                           | 2006 | przeniesiona      |
| ?                                            | Junior Coaster                    | Irak                         | Erbil Family Fun                       | 2006 | przeniesiona      |
| Motorbike Launch Coaster                     | Motorbike Coaster / 600m          |                              | Chimelong Paradise                     | 2006 | działa            |
| Kumali                                       | SLC / Shenlin                     | Wielka Brytania              | Flamingo Land                          | 2006 | działa            |
| Expedition Everest                           | Custom                            | Stany Zjednoczone            | Walt Disney World Resort               | 2006 | działa            |
| Golden Wings in Snowfield                    | SLC / Shenlin                     |                              | Happy Valley                           | 2006 | działa            |
| Jungle Racing                                | Mine Train / 785m                 |                              | Happy Valley                           | 2006 | działa            |
| Rolling Hills                                | Junior Coaster / 335m             | Turkmenistan                 | Turkmenbashi Fairy Tale World          | 2006 | działa            |
| Boomerang                                    | Boomerang                         | Tajlandia                    | Siam Park City                         | 2007 | działa            |
| Vortex                                       | SLC / 787m Extended               | Tajlandia                    | Siam Park City                         | 2007 | działa            |
| Jimmy Neutron's Atomic Flyer                 | SFC / 294m                        | Niemcy                       | Movie Park Germany                     | 2007 | działa            |
| Kvasten                                      | SFC / 395m                        | Szwecja                      | Gröna Lund                             | 2007 | działa            |
| Infusion                                     | SLC / 689m Standard               | Wielka Brytania              | Blackpool Pleasure Beach               | 2007 | działa            |
| Firehawk                                     | Flying Dutchman / 1018m           | Stany Zjednoczone            | Kings Island                           | 2007 | usunięta          |
| Tigor Mountain                               | Junior Coaster                    | Brazylia                     | Beto Carrero World                     | 2007 | działa            |
| Wipeout                                      | Boomerang                         | Wielka Brytania              | Pleasurewood Hills                     | 2007 | działa            |
| Mammut                                       | MK-900                            | Włochy                       | Gardaland                              | 2008 | działa            |
| Iron Horse                                   | Mine Train                        | Stany Zjednoczone            | Freestyle Music Park                   | 2008 | przeniesiona      |
| Hang Ten                                     | Junior Coaster                    | Stany Zjednoczone            | Freestyle Music Park                   | 2008 | przeniesiona      |
| Thunderhawk                                  | SLC / 689m Standard               | Stany Zjednoczone            | Michigan’s Adventure                   | 2008 | działa            |
| Steel Lasso                                  | SFC / 294m                        | Stany Zjednoczone            | Frontier City                          | 2008 | działa            |
| Aftershock                                   | Giant Inverted Boomerang          | Stany Zjednoczone            | Silverwood                             | 2008 | działa            |
| Super Tornado                                | MK-1200 / Whirlwind               | Brazylia                     | Mirabilandia                           | 2008 | działa            |
| Muntanya Russa                               | Family Coaster / Custom MK-900    | Hiszpania                    | Tibidabo                               | 2008 | działa            |
| Raptor                                       | SLC / 689m Standard               | Chile                        | Fantasilandia                          | 2008 | działa            |
| Firewhip                                     | SLC / 689m Standard               | Brazylia                     | Beto Carrero World                     | 2008 | działa            |
| Innovative Roller Coaster                    | Junior Coaster / 335m             | Indie                        | Innovative Film City                   | 2009 | działa            |
| Sky Mountain                                 | Giant Inverted Boomerang          | Brazylia                     | Mirabilandia                           | 2009 | nieczynna         |
| Jabbar's Rollin' Adventure                   | MK-900                            | Kuwejt                       | 99 Village                             | 2009 | działa            |
| Dragon in Snowfield                          | Mine Train / 785m                 |                              | Happy Valley                           | 2009 | działa            |
| Dragon in Clouds                             | SLC / Shenlin                     |                              | Happy Valley                           | 2009 | działa            |
| Flying Cobras                                | Boomerang                         | Stany Zjednoczone            | Carowinds                              | 2009 | działa            |
| Delfinexpressen                              | Junior Coaster / 335m             | Szwecja                      | Kolmården                              | 2009 | działa            |
| Hornet                                       | MK-700                            | Stany Zjednoczone            | Wonderland Amusement Park              | 2009 | działa            |
| Stingray                                     | Stingray                          |                              | Giant Wheel Park of Suzhou             | 2009 | usunięta          |
| Shells Shuttle                               | Junior Coaster                    |                              | Powerland                              | 2009 | działa            |
| Voltron                                      | Junior Coaster                    | Gwatemala                    | Planeta Primma                         | 2010 | przeniesiona      |
| Babylon                                      | Junior Coaster                    | Rosja                        | Happylon                               | 2010 | działa            |
| Rakevet Harim Hadasha                        | Junior Coaster / 335m             | Izrael                       | Luna Park Tel Aviv                     | 2010 | działa            |
| Enchanted Airways                            | Junior Coaster                    | Singapur                     | Universal Studios Singapore            | 2010 | działa            |
| Battlestar Galactica                         | Battlestar Galactica              | Singapur                     | Universal Studios Singapore            | 2010 | działa            |
| Ednör - L'Attaque                            | SLC / 689m Standard               | Kanada                       | La Ronde                               | 2010 | działa            |
| Dark Ride                                    | Junior Coaster                    |                              | E-DA Theme Park                        | 2010 | działa            |
| Big Air                                      | Big Air                           |                              | E-DA Theme Park                        | 2010 | działa            |
| Ben 10 – Ultimate Mission                    | Family Boomerang / 185m           | Wielka Brytania              | Drayton Manor                          | 2011 | działa            |
| Motorbike Roller Coaster                     | Motorbike Coaster                 |                              | Happy World                            | 2011 | działa            |
| Olandese Volante                             | MK-900                            | Włochy                       | Rainbow MagicLand                      | 2011 | działa            |
| Bombo                                        | Junior Coaster / 335m             | Włochy                       | Rainbow MagicLand                      | 2011 | działa            |
| Road Runner Express                          | Junior Coaster / 207m             | Stany Zjednoczone            | Six Flags Magic Mountain               | 2011 | działa            |
| Boomerang                                    | Family Boomerang / 185m           | Francja                      | Parc Touristique des Combes            | 2011 | działa            |
| Giant Inverted Boomerang                     | Giant Inverted Boomerang          |                              | Jin Jiang Action Park                  | 2011 | działa            |
| Stinger                                      | Invertigo                         | Stany Zjednoczone            | Dorney Park                            | 2012 | działa            |
| Western-Expressen                            | Junior Coaster / 335m             | Norwegia                     | TusenFryd                              | 2012 | działa            |
| Goliath                                      | Giant Inverted Boomerang          | Stany Zjednoczone            | Six Flags New England                  | 2012 | działa            |
| Apocalypse                                   | MK-1200 / Corkscrew               | Francja                      | Lunapark Agde                          | 2012 | działa            |
| Triops                                       | Invertigo                         | Francja                      | Bagatelle                              | 2012 | działa            |
| Big Grizzly Mountain Runaway Mine Trains     | Family Coaster / Custom           |                              | Hong Kong Disneyland Resort            | 2012 | działa            |
| Stress Express                               | Boomerang                         |                              | Fantawild Adventure                    | 2012 | działa            |
| Búmeran                                      | Boomerang                         | Kostaryka                    | Parque Diversiones                     | 2012 | działa            |
| Bandit Bomber                                | Splash Party                      | Zjednoczone Emiraty Arabskie | Yas Waterworld                         | 2013 | działa            |
| African Thunder Coaster                      | Junior Coaster                    | Indonezja                    | Fun World                              | 2013 | działa            |
| Stress Express                               | Boomerang                         |                              | Fantawild Dreamland Tong'an            | 2013 | działa            |
| Freedom Flyer                                | SFC / 395m                        | Stany Zjednoczone            | Fun Spot America                       | 2013 | działa            |
| Orkanen                                      | SFC / 453m                        | Dania                        | Fårup Sommerland                       | 2013 | działa            |
| Boomerang                                    | Boomerang                         | Stany Zjednoczone            | Six Flags St. Louis                    | 2013 | działa            |
| Quantum Leap                                 | Giant Inverted Boomerang          | Rosja                        | Sochi Park Adventureland               | 2014 | działa            |
| Family Coaster                               | SFC / 395m                        |                              | Children’s Grand Park                  | 2014 | działa            |
| Flight of the Hippogriff                     | Junior Coaster / 335m             | Japonia                      | Universal Studios Japan                | 2014 | działa            |
| Aérotran                                     | Junior Coaster                    | Francja                      | Parc Saint Paul                        | 2014 | działa            |
| Seven Dwarfs Mine Train                      | Family Coaster / Seven Dwarfs     | Stany Zjednoczone            | Walt Disney World Resort               | 2014 | działa            |
| Boomerang Roller Coaster                     | Family Boomerang / 185m           | Indie                        | Amrapali FunLand                       | 2014 | działa            |
| ?                                            | Junior Coaster / 335m             | Turcja                       | Landora Temalı Park                    | 2015 | nieczynna         |
| Death Rail                                   | SLC / 689m Standard               | Irak                         | Al Zawra'a Dream Park                  | 2015 | działa            |
| Boomerang                                    | Boomerang                         | Irak                         | Family Fun                             | 2015 | działa            |
| Port of Sky Treasure                         | Mine Train                        | Wietnam                      | Asia Park                              | 2015 | działa            |
| Garuda Valley                                | Junior Coaster                    | Wietnam                      | Asia Park                              | 2015 | działa            |
| Roller Coaster                               | Family Boomerang / 185m           | Wietnam                      | Vinpearl Land                          | 2015 | działa            |
| Crazycab Coaster                             | Junior Coaster / 247m             | Indonezja                    | Kid City                               | 2015 | działa            |
| Kid's Roller Coaster                         | Junior Coaster / 207m             | Wietnam                      | Vinpearl Land                          | 2015 | działa            |
| Flying Dolphin Coaster                       | Family Boomerang / 185m           | Wietnam                      | VinWonders                             | 2015 | przeniesiona      |
| Diabolik                                     | Invertigo                         | Włochy                       | Movieland Park                         | 2015 | działa            |
| Stress Express                               | Boomerang                         |                              | Oriental Heritage Huaiyin              | 2015 | działa            |
| Energuś                                      | Junior Coaster / 335m             | Polska                       | Energylandia                           | 2015 | działa            |
| Dragon                                       | SFC / 453m                        | Polska                       | Energylandia                           | 2015 | działa            |
| Galaxy Express                               | SFC / 453m                        |                              | Fantawild Dreamland Zhongmu            | 2015 | działa            |
| Stress Express                               | Boomerang                         |                              | Oriental Heritage Jiujiang             | 2015 | działa            |
| Mayan                                        | SLC / 689m Standard               | Polska                       | Energylandia                           | 2015 | działa            |
| Boomerang Coaster                            | Boomerang                         |                              | Floraland Continent Park               | 2015 | działa            |
| Tren Minero                                  | Mine Train / 785m                 | Chile                        | Fantasilandia                          | 2015 | działa            |
| Mine Adventure                               | Mine Train / 785m                 | Wietnam                      | Vinpearl Land                          | 2016 | działa            |
| Crazy Cab Coaster                            | Junior Coaster / 207m             | Indonezja                    | Kid City                               | 2016 | działa            |
| Crazy Cab Coaster                            | Junior Coaster / 207m             | Indonezja                    | Trans Studio Mini                      | 2016 | działa            |
| Recoil                                       | Boomerang                         | Indie                        | Wonderla Bangalore                     | 2016 | działa            |
| Recoil                                       | Boomerang                         | Indie                        | Wonderla Kongara                       | 2016 | działa            |
| Stress Express                               | Boomerang                         |                              | Oriental Heritage Cixi                 | 2016 | działa            |
| Velociraptor                                 | Family Boomerang / 208m (Rebound) | Wielka Brytania              | Paultons Park                          | 2016 | działa            |
| Flight of the Pterosaur                      | SFC / 395m                        | Wielka Brytania              | Paultons Park                          | 2016 | działa            |
| TRON Lightcycle Power Run                    | Family Coaster / TRON             |                              | Shanghai Disney Resort                 | 2016 | działa            |
| Seven Dwarfs Mine Train                      | Family Coaster / Seven Dwarfs     |                              | Shanghai Disney Resort                 | 2016 | działa            |
| Formuła                                      | Space Warp / 560m LSM             | Polska                       | Energylandia                           | 2016 | działa            |
| Raik                                         | Family Boomerang                  | Niemcy                       | Phantasialand                          | 2016 | działa            |
| Stress Express                               | Boomerang                         |                              | Fantawild Dreamland Shifeng            | 2016 | działa            |
| Roller Coaster                               | SFC / 395m                        | Ukraina                      | Galaxy                                 | 2016 | działa            |
| Mysterious Journey                           | Junior Coaster / 335m             | Wietnam                      | Dragon Park                            | 2017 | działa            |
| Little Dragon’s Flight                       | SFC / 395m                        | Wietnam                      | Dragon Park                            | 2017 | działa            |
| Queen Cobra                                  | SLC / 689m Standard               | Wietnam                      | Asia Park                              | 2017 | działa            |
| Galaxy Express                               | SFC / 453m                        |                              | Oriental Heritage Tong'an              | 2017 | działa            |
| Fireball                                     | Family Boomerang / 208m (Rebound) | Szwecja                      | Furuvik                                | 2017 | działa            |
| Boomerang                                    | Family Boomerang / 208m (Rebound) | Polska                       | Energylandia                           | 2017 | działa            |
| Lech Coaster                                 | Bermuda Blitz                     | Polska                       | Legendia                               | 2017 | działa            |
| London Loop                                  | Family Boomerang / 208m (Rebound) | Zjednoczone Emiraty Arabskie | Global Village                         | 2017 | działa            |
| Family Coaster                               | Family Boomerang / 185m           |                              | Happy Valley Yubei                     | 2017 | działa            |
| Recoil                                       | Boomerang                         | Indie                        | Wonderla Kochi                         | 2017 | działa            |
| Crazy Cab Coaster                            | Junior Coaster / 247m             | Indonezja                    | Kid City                               | 2017 | działa            |
| Crazy Cab Coaster                            | Junior Coaster / 207m             | Indonezja                    | Trans Studio Mini Tegal                | 2017 | działa            |
| Crazy Cab Coaster                            | Junior Coaster / 247m             | Indonezja                    | Trans Studio Mini Sleman               | 2017 | działa            |
| Crazy Cab Coaster                            | Junior Coaster / 247m             | Indonezja                    | Trans Studio Mini Surabaya             | 2017 | działa            |
| Crazy Cab Coaster                            | Junior Coaster / 247m             | Indonezja                    | Trans Studio Mini Bandung              | 2017 | działa            |
| Crazy Cab Coaster                            | Junior Coaster / 247m             | Indonezja                    | Trans Studio Mini Pekanbaru            | 2017 | działa            |
| Crazy Cab Coaster                            | Junior Coaster / 247m             | Indonezja                    | Trans Studio Mini Mataram              | 2017 | działa            |
| Crazy Cab Coaster                            | Junior Coaster / 247m             | Indonezja                    | Trans Studio Mini Padang               | 2017 | działa            |
| Crazy Cab Coaster                            | Junior Coaster / 247m             | Indonezja                    | Trans Studio Mini Semarang             | 2017 | działa            |
| Crazy Cab Coaster                            | Junior Coaster / 247m             | Indonezja                    | Trans Studio Mini Depok                | 2017 | działa            |
| Crazy Coaster                                | Junior Coaster / 247m             | Indonezja                    | Trans Studio Mini Manado               | 2017 | działa            |
| Crazy Taxi Coaster                           | Junior Coaster / 247m             | Indonezja                    | Trans Studio Mini Cirebon              | 2017 | działa            |
| Crazy Taxi Coaster                           | Junior Coaster / 247m             | Indonezja                    | Trans Studio Mini Bandar Lampung       | 2017 | działa            |
| Crazy Cab Coaster                            | Junior Coaster                    | Indonezja                    | Trans Studio Mini Palembang            | 2017 | działa            |
| Crazy Cab Coaster                            | Junior Coaster                    | Indonezja                    | Trans Studio Mini Kartosuro            | 2017 | działa            |
| Crazy Taxi Coaster                           | Junior Coaster / 247m             | Indonezja                    | Trans Studio Mini Lampung              | 2018 | działa            |
| Crazy Taxi Coaster                           | Junior Coaster / 247m             | Indonezja                    | Trans Studio Mini Sidoarjo             | 2018 | działa            |
| Crazy Taxi Coaster                           | Junior Coaster / 247m             | Indonezja                    | Trans Studio Mini Kupang               | 2018 | działa            |
| Crazy Cab Coaster                            | Junior Coaster / 247m             | Indonezja                    | Trans Studio Mini Kubu Raya            | 2018 | działa            |
| Crazy Taxi Coaster                           | Junior Coaster / 247m             | Indonezja                    | Trans Studio Mini Banjamarsin          | 2018 | działa            |
| Crazy Taxi Coaster                           | Junior Coaster / 247m             | Indonezja                    | Trans Studio Mini Bogor                | 2018 | działa            |
| Crazy Taxi India                             | Junior Coaster / 247m             | Indonezja                    | Trans Studio Mini Jember               | 2018 | działa            |
| Lost Valley                                  | Mine Train                        | Wietnam                      | Vinpearl Land Hội An                   | 2018 | działa            |
| Desert Twister                               | SFC / 453m                        | Wietnam                      | Vinpearl Land Hội An                   | 2018 | działa            |
| Tweestryd                                    | Family Boomerang / Custom         | Holandia                     | Wildlands Adventure Zoo Emmen          | 2018 | działa            |
| Insomnio                                     | SFC / 395m                        | Meksyk                       | Kataplum                               | 2018 | działa            |
| ?                                            | Firestorm                         |                              | Ocean Flower Fairy Land                | 2018 | nieczynna         |
| Stress Express                               | Boomerang                         |                              | Fantawild Asian Legend                 | 2018 | działa            |
| Stress Express                               | Boomerang                         |                              | Silk Road Dreamland                    | 2019 | działa            |
| Celestial Gauntlet                           | Hyper Space Warp                  |                              | Oriental Heritage Changsha             | 2019 | działa            |
| Big Top                                      | SFC / 453m                        |                              | Oriental Heritage Changsha             | 2019 | działa            |
| Dark Coaster                                 | Junior Coaster / Custom           | Indonezja                    | Atlantis Land                          | 2019 | działa            |
| Crazy Taxi Coaster                           | Junior Coaster / 247m             | Indonezja                    | Trans Studio Mini Bollywood            | 2019 | działa            |
| Crazy Taxi Coaster                           | Junior Coaster / 247m             | Indonezja                    | Trans Studio Mini Malang               | 2019 | działa            |
| Crazy Taxi Coaster                           | Junior Coaster / 247m             | Indonezja                    | Trans Studio Mini Tasikmalaya          | 2019 | działa            |
| Crazy Taxi India                             | Junior Coaster / 247m             | Indonezja                    | Transmart Pangkalpinang                | 2019 | działa            |
| Boomerang Hyper Coaster                      | Boomerang                         | Indonezja                    | Trans Studio Action Zone               | 2019 | działa            |
| Boomerang Challenge Coaster                  | Boomerang                         | Indonezja                    | Trans Studio Bali                      | 2019 | działa            |
| Pine Tree Rocket                             | Junior Coaster / 335m             |                              | Oriental Heritage Jingzhou             | 2019 | działa            |
| Flying Dragon                                | Hyper Space Warp                  |                              | Oriental Legend Cixian                 | 2019 | działa            |
| High Speed Round Trip                        | Family Boomerang / 208m (Rebound) | Wietnam                      | Bao Son Paradise Park                  | 2019 | działa            |
| Dragonflier                                  | SFC / 453m                        | Stany Zjednoczone            | Dollywood                              | 2019 | działa            |
| Rugido del Jaguar                            | Junior Coaster / Custom           | Gwatemala                    | Xejuyup                                | 2019 | działa            |
| Frida                                        | Junior Coaster / 247m             | Polska                       | Energylandia                           | 2019 | działa            |
| Saven                                        | Family Boomerang / 238m (Spirit)  | Dania                        | Fårup Sommerland                       | 2020 | działa            |
| Volldampf                                    | Family Boomerang / Custom         | Niemcy                       | Erlebnispark Tripsdrill                | 2020 | działa            |
| Hals-über-Kopf                               | STC / Custom                      | Niemcy                       | Erlebnispark Tripsdrill                | 2020 | działa            |
| F.L.Y.                                       | Flying Coaster / Custom           | Niemcy                       | Phantasialand                          | 2020 | działa            |
| Wrath of Zeus                                | Firestorm                         | Wietnam                      | VinWonders                             | 2020 | działa            |
| Eagle Warrior                                | SFC / 453m                        | Wietnam                      | VinWonders                             | 2020 | działa            |
| Spartan Race                                 | Family Boomerang / 185m           | Wietnam                      | VinWonders                             | 2020 | działa            |
| Flying Over Gou Xiong Ling                   | Junior Coaster / 335m             |                              | Oriental Heritage Jingyou              | 2020 | działa            |
| FamilyBoomerang RollerCoaster                | Family Boomerang / 208m (Rebound) |                              | Happy Valley Qixia                     | 2020 | działa            |
| Suspended Family Coaster                     | SFC / 453m                        |                              | Happy Valley Qixia                     | 2020 | działa            |
| Dragon in the Jungle                         | Shockwave / 1095m                 |                              | Dragon Valley Pukou                    | 2021 | działa            |
| ?                                            | Junior Coaster / 335m             |                              | Oriental Heritage Wenfeng              | 2021 | budowa wstrzymana |
| ?                                            | Suspended Family Coaster / 550m   |                              | Evergrande Jurong                      | 2021 | budowa wstrzymana |
| Frontline Charge                             | Family Boomerang / 208m (Rebound) |                              | Fanta Park Glorious Orient Ganzhou     | 2021 | działa            |
| Fighter Jet                                  | Top Gun                           |                              | Fanta Park Glorious Orient Ganzhou     | 2021 | działa            |
| Fighter Jet                                  | Top Gun                           |                              | Fanta Park Glorious Orient Cixi        | 2021 | działa            |
| Frontline Charge                             | Family Boomerang / 208m (Rebound) |                              | Fanta Park Glorious Orient Cixi        | 2021 | działa            |
| Pine Tree Rocket                             | Family Boomerang / 208m (Rebound) |                              | Oriental Heritage Yangqu               | 2021 | działa            |
| Stag's Gauntlet                              | Hyper Space Warp                  |                              | Oriental Heritage Yangqu               | 2021 | działa            |
| Boomerang Hyper Coaster                      | Boomerang                         | Indonezja                    | Trans Studio Cibubur                   | 2021 | działa            |
| ?                                            | Junior Coaster / 247m             | Indonezja                    | Transmart Tajur-Bogor                  | 2021 | budowa wstrzymana |
| Coaster Blu                                  | Junior Coaster / 335m             | Kazachstan                   | Tetysblu Theme Park                    | 2021 | działa            |
| Silver Mountain                              | Junior Coaster / 335m             | Francja                      | Mer de Sable                           | 2021 | działa            |
| Orochi                                       | SFC / 453m                        | Francja                      | Parc du Bocasse                        | 2021 | działa            |
| Abyssus                                      | Shockwave / 1320m                 | Polska                       | Energylandia                           | 2021 | działa            |
| Light Explorers                              | Family Boomerang / 238m (Spirit)  | Polska                       | Energylandia                           | 2021 | działa            |
| Boomerang                                    | Family Boomerang / 208m (Rebound) | Armenia                      | Yerevan Park                           | 2021 | działa            |
| Yan Coaster                                  | Junior Coaster / 247m             | Armenia                      | Yerevan Park                           | 2021 | działa            |
| Oryx Express                                 | Junior Coaster / 207m             | Katar                        | Doha Oasis Quest                       | 2021 | działa            |
| Crazy Race                                   | Junior Coaster / Custom           | Ukraina                      | Respublika                             | 2021 | działa            |
| Phoenix                                      | SFC / 375 m                       | Stany Zjednoczone            | Deno's Wonder Wheel Amusement Park     | 2021 | działa            |
| Fighter Jet                                  | Top Gun                           |                              | Fanta Park Road of Rejuvenation Hongze | 2022 | działa            |
| Frontline Charge                             | Junior Coaster / 335m             |                              | Fanta Park Road of Rejuvenation Hongze | 2022 | działa            |
| Invincible Warriors                          | Renegade                          |                              | Fantawild Land Luqiao                  | 2022 | działa            |
| Pine Tree Rocket                             | Family Boomerang / 208m (Rebound) |                              | Fantawild Land Luqiao                  | 2022 | działa            |
| Turbo Dino                                   | Family Boomerang / 208m (Rebound) |                              | Zigong Fantawild Dinosaur Kingdom      | 2022 | działa            |
| Fire Mountain                                | SFC / 453m                        |                              | Zigong Fantawild Dinosaur Kingdom      | 2022 | działa            |
| Snow Slope                                   | Family Boomerang / 208m (Rebound) | Katar                        | Lusail Winter Wonderland               | 2022 | działa            |
| Taxi Mania                                   | Junior Coaster / 247m             | Arabia Saudyjska             | BLVD World                             | 2022 | działa            |
| TNT                                          | SFC / 453m                        | Australia                    | Gumbuya World                          | 2022 | działa            |
| Fønix                                        | Wildcat                           | Dania                        | Fårup Sommerland                       | 2022 | działa            |
| Dino Dash                                    | Family Coaster / Kalypso          | Irlandia                     | Emerald Park                           | 2022 | działa            |
| Nopuko Air Coaster                           | SLC / 765m Extended               | Stany Zjednoczone            | Lost Island Theme Park                 | 2022 | działa            |
| Guardians of the Galaxy: Cosmic Rewind       | Family Coaster / Custom           | Stany Zjednoczone            | Walt Disney World Resort               | 2022 | działa            |
| TRON Lightcycle / Run                        | Family Coaster / TRON             | Stany Zjednoczone            | Walt Disney World Resort               | 2023 | działa            |
| Rookie Racer                                 | Junior Coaster / 247m             | Stany Zjednoczone            | Six Flags St. Louis                    | 2023 | działa            |
| Big Bear Mountain                            | Family Launch Coaster / Custom    | Stany Zjednoczone            | Dollywood                              | 2023 | działa            |
| Lightning                                    | Family Launch Coaster / Custom    | Szwecja                      | Furuvik                                | 2023 | działa            |
| Luna                                         | Family Boomerang / Custom         | Szwecja                      | Liseberg                               | 2023 | działa            |
| Wandering Oaken’s Sliding Sleighs            | Junior Coaster / Custom           |                              | Hong Kong Disneyland Resort            | 2023 | działa            |
| Pine Tree Rocket                             | Family Coaster / Calypso          |                              | Fantawild Tongshan                     | 2023 | działa            |
| Cloud Shuttle                                | Super Boomerang                   |                              | Fantawild Tongshan                     | 2023 | działa            |
| ?                                            | Family Boomerang / 208m (Rebound) |                              | Fantawild Mudan                        | 2023 | w budowie?        |
| ?                                            | Family Boomerang / 208m (Rebound) |                              | Fantawild Liangyuan                    | 2023 | w budowie?        |
| Circus Carnival                              | Hyper Space Warp                  |                              | Oriental Heritage Yuehu                | 2023 | działa            |
| Pine Tree Rocket                             | Family Boomerang / 208m (Rebound) |                              | Oriental Heritage Yuehu                | 2023 | działa            |
| Frontline Charge                             | Family Boomerang / 185m (Rebound) |                              | Fantawild Rencheng                     | 2024 | działa            |
| Fighter Jet                                  | Top Gun                           |                              | Fantawild Rencheng                     | 2024 | działa            |
| ?                                            | Top Gun                           |                              | Fantawild Yiliang                      | 2024 | w budowie?        |
| ?                                            | Top Gun                           |                              | Fantawild Shashi                       | 2024 | w budowie?        |
| ?                                            | Family Boomerang / 208m (Rebound) |                              | Fantawild Hongze                       | 2024 | w budowie?        |
| ?                                            | Family Boomerang / 208m (Rebound) |                              | Fantawild Yiliang                      | 2024 | w budowie?        |
| ?                                            | Family Boomerang / 208m (Rebound) |                              | Fantawild Shashi                       | 2024 | w budowie?        |
| ?                                            | Family Boomerang / 208m (Rebound) |                              | Oriental Heritage Zhongmu              | 2024 | w budowie?        |
| ?                                            | Space Warp / 560m LSM             |                              | Oriental Heritage Zhongmu              | 2024 | w budowie?        |
| ?                                            | SLC / 662m                        | Indie                        | Wonderla Amusement Park Bangalore      | 2024 | budowa wstrzymana |
| ?                                            | Giant Inverted Boomerang          | Brazylia                     | Mirabilandia                           | 2024 | budowa wstrzymana |
| Quest                                        | Family Boomerang / 238m (Spirit)  | Irlandia                     | Emerald Park                           | 2024 | działa            |
| Fianna Force                                 | STC / Custom                      | Irlandia                     | Emerald Park                           | 2024 | działa            |
| Choco Chip Creek                             | Mine Train / Custom               | Polska                       | Energylandia                           | 2024 | działa            |
| Honey Harbour                                | Family Coaster / Kalypso          | Polska                       | Energylandia                           | 2024 | działa            |
| Midnight Flyer                               | Family Coaster / Horus            | Kanada                       | Santa's Village                        | 2024 | działa            |
| Good Gravy!                                  | Family Boomerang / Custom         | Stany Zjednoczone            | Holiday World                          | 2024 | działa            |
| Snoopy's Soap Box Racers                     | Family Boomerang / 208m (Rebound) | Stany Zjednoczone            | Kings Island                           | 2024 | działa            |
| Kansas Twister                               | Family Boomerang / Tweestryd      | Stany Zjednoczone            | Warner Bros. Movie World               | 2024 | działa            |
| Flight of the Wicked Witch                   | SFC / 453m                        | Stany Zjednoczone            | Warner Bros. Movie World               | 2024 | działa            |
| Jungle Rush                                  | Switchback Coaster / Custom       | Australia                    | Dreamworld                             | 2024 | działa            |
| Aquila                                       | Family Launch Coaster / Custom    | Polska                       | Mandoria                               | 2025 | działa            |
| Aurora                                       | SFC / 395m                        | Polska                       | Hossoland                              | 2025 | działa            |
| Thor                                         | Family Coaster / Horus            | Polska                       | Hossoland                              | 2025 | działa            |
| Mermaid Ride                                 | Junior Coaster / 247m             | Polska                       | Hossoland                              | 2025 | działa            |
| ?                                            | Junior Coaster / Custom           | Gruzja                       | Malibu Park                            | 2025 | w budowie         |
| Bulderbaan                                   | Family Coaster / 257m             | Holandia                     | Bommelwereld                           | 2025 | w budowie         |
| Wild West Coaster                            | Family Coaster / Kalypso          | Francja                      | Winnoland                              | 2025 | w budowie         |
| Circuit Breaker                              | Tilt Coaster / Custom             | Stany Zjednoczone            | Cotaland                               | 2025 | w budowie         |
| Siren's Curse                                | Tilt Coaster / Cliffhanger        | Stany Zjednoczone            | Cedar Point                            | 2025 | działa            |
| Flash: Vertical Velocity                     | Super Boomerang                   | Stany Zjednoczone            | Six Flags Great Adventure              | 2025 | działa            |
| Yeti Trek                                    | Family Coaster / Custom           | Kanada                       | Santa's Village                        | 2025 | działa            |
| Izari's Flight                               | Family Coaster / Horus            | Meksyk                       | BON Luxury Theme Park                  | 2025 | w budowie         |
| Ashara: Goddess of Fire                      | Switchback Coaster / Custom       | Meksyk                       | BON Luxury Theme Park                  | 2025 | w budowie         |
| Tecuani Beast                                | Double Launch Coaster / 1200m     | Meksyk                       | BON Luxury Theme Park                  | 2025 | w budowie         |
| Speed of Light                               | SFC / 375m                        | Meksyk                       | BON Luxury Theme Park                  | 2025 | w budowie         |
| Serpenthika                                  | SFC / 550m                        | Meksyk                       | Aztlán Parque Urbano                   | 2025 | działa            |
| Adrena-Line                                  | SFC / 494m                        | Arabia Saudyjska             | Six Flags Qiddiya                      | 2025 | w budowie         |
| Twilight Express                             | Family Coaster / Horus            | Arabia Saudyjska             | Six Flags Qiddiya                      | 2025 | w budowie         |
| Iron Rattler                                 | Tilt Coaster / Custom             | Arabia Saudyjska             | Six Flags Qiddiya                      | 2025 | w budowie         |
| Snoopy's Flying Ace Adventure                | Junior Coaster / Custom           | Japonia                      | Universal Studios Japan                | 2025 | działa            |
| Warrior Challenge                            | Switchback Coaster / Custom       | Wietnam                      | VinWonders Vũ Yên                      | 2025 | działa            |
| Marvelous Adventure                          | Family Boomerang / 185m (Rebound) | Wietnam                      | VinWonders Grand Park                  | 2025 | w budowie         |
| ?                                            | Family Boomerang / ?              | Niemcy                       | Karls Erlebnis-Dorf Döbeln             | 2026 | w budowie         |
| ?                                            | ?                                 | Finlandia                    | Särkänniemi                            | 2026 | w budowie         |
| ?                                            | Thrill Glider                     | Stany Zjednoczone            | Six Flags Magic Mountain               | 2026 | w budowie         |
| Shootout                                     | Family Boomerang / 208m (Rebound) | Stany Zjednoczone            | Oasis at Lakeport                      | 2025 | w budowie         |
| ?                                            | SFC / 453m                        | Stany Zjednoczone            | Oasis at Lakeport                      | 2025 | w budowie         |
| Speedway Stunt Coaster                       | Family Boomerang / 208m (Rebound) | Meksyk                       | Six Flags Mexico                       | 2026 | w budowie         |
| ?                                            | SFC / 550m                        | Brazylia                     | Cacau Park                             | 2027 | planowana         |
| ?                                            | Family Coaster / Horus            | Brazylia                     | Cacau Park                             | 2027 | planowana         |
| ?                                            | Ghostrider                        | Brazylia                     | Cacau Park                             | 2027 | planowana         |
| Race                                         | Thrill Glider                     | Francja                      | Futuroscope                            | 2028 | planowana         |

## W Polsce
W 2025 roku w Polsce znajdowało się 15 czynnych kolejek górskich firmy Vekoma.

### Czynne
| l.p. | Nazwa            | Park rozrywki | Model                            | Rok otwarcia |
| ---- | ---------------- | ------------- | -------------------------------- | ------------ |
| 1    | Energuś          | Energylandia  | Junior Coaster / 335m            | 2015         |
| 2    | Dragon           | Energylandia  | SFC / 453m                       | 2015         |
| 3    | Mayan            | Energylandia  | SLC / 689m Standard              | 2015         |
| 4    | Formuła          | Energylandia  | Space Warp / 560m LSM            | 2016         |
| 5    | Boomerang        | Energylandia  | Family Boomerang / Rebound       | 2017         |
| 6    | Lech             | Legendia      | Bermuda Blitz                    | 2017         |
| 7    | Frida            | Energylandia  | Junior Coaster / 247m            | 2019         |
| 8    | Abyssus          | Energylandia  | Shockwave / 1320m                | 2021         |
| 9    | Light Explorers  | Energylandia  | Family Boomerang / 238m (Spirit) | 2021         |
| 10   | Choco Chip Creek | Energylandia  | Mine Train / Custom              | 2024         |
| 11   | Honey Harbour    | Energylandia  | Junior Coaster / 254m            | 2024         |
| 12   | Aquila           | Mandoria      | Family Launch Coaster / Custom   | 2025         |
| 13   | Mermaid Ride     | Hossoland     | Junior Coaster / 247m            | 2025         |
| 14   | Thor             | Hossoland     | Family Coaster / Horus           | 2025         |
| 15   | Aurora           | Hossoland     | SFC / 395m                       | 2025         |

### Galeria

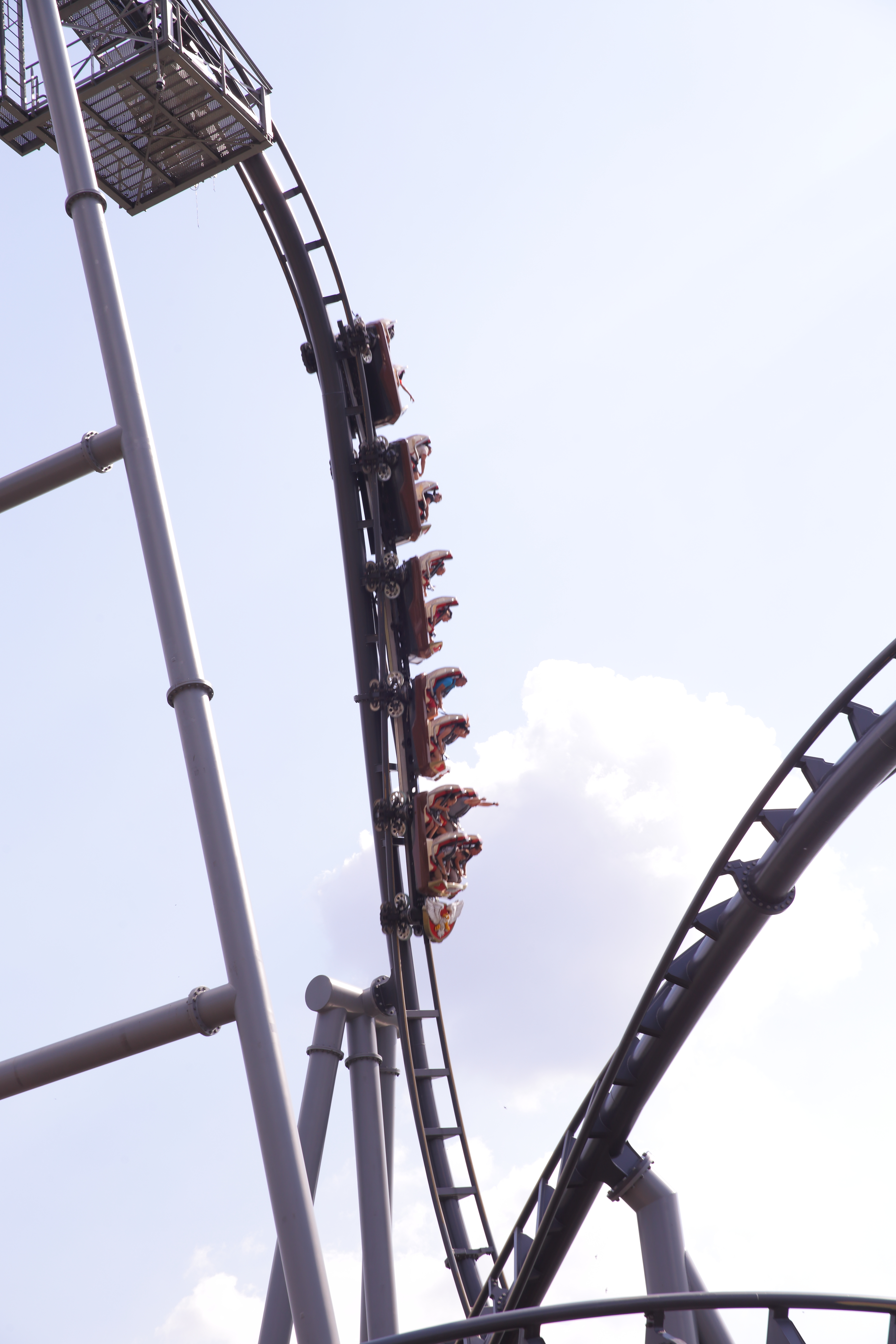
Lech Coaster (Legendia)
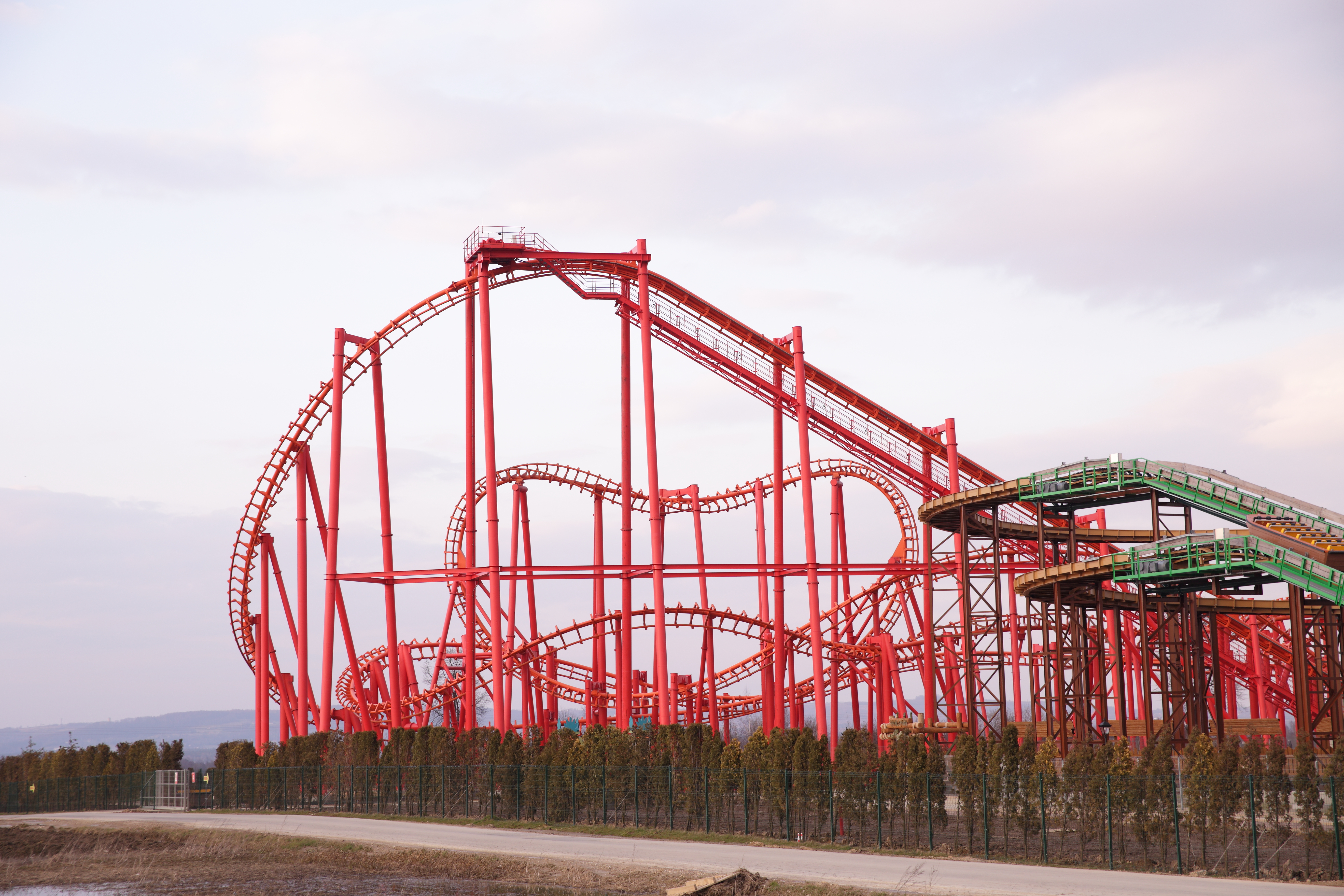
Mayan (Energylandia)
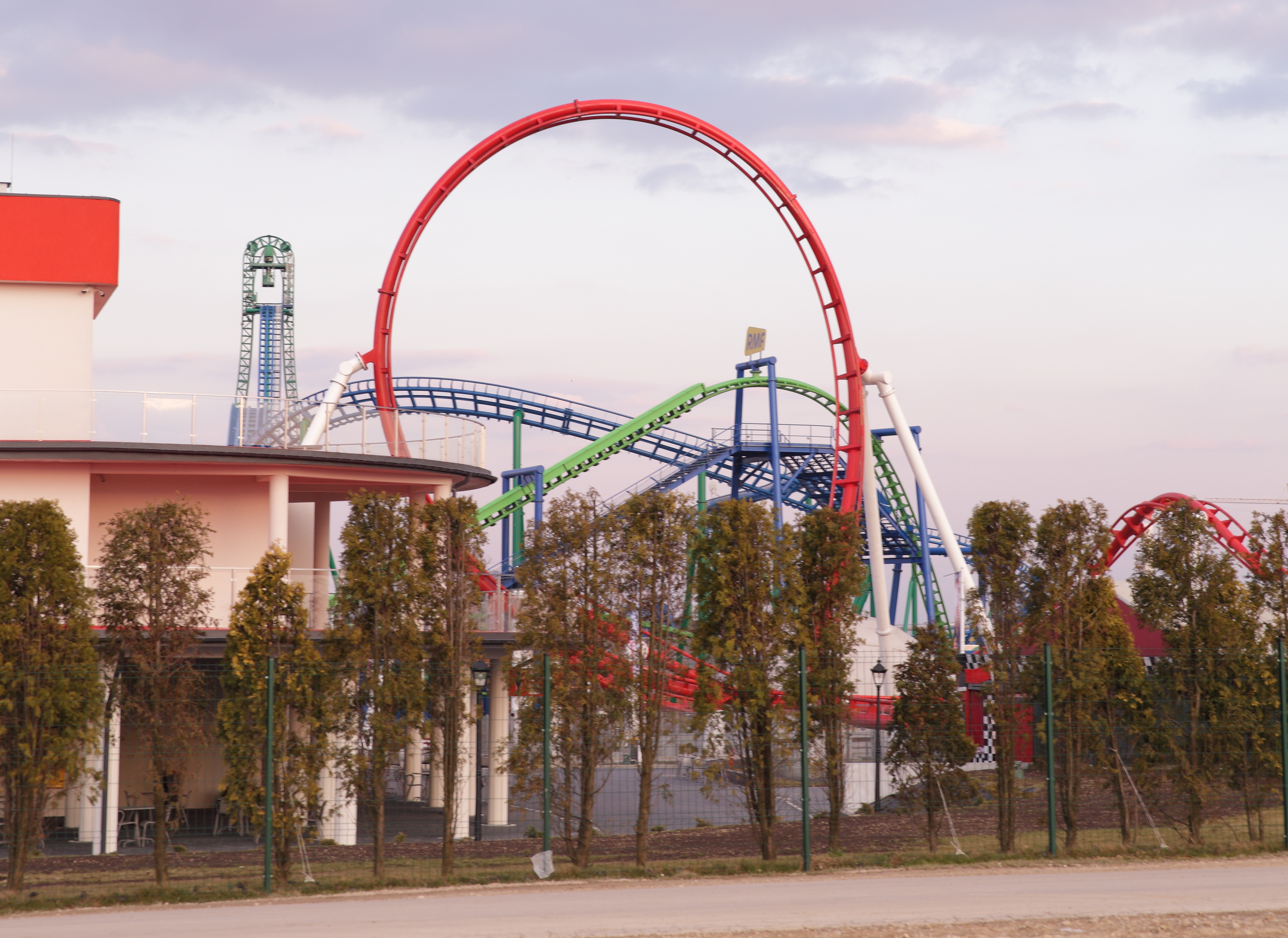
Dragon i Formuła (Energylandia)
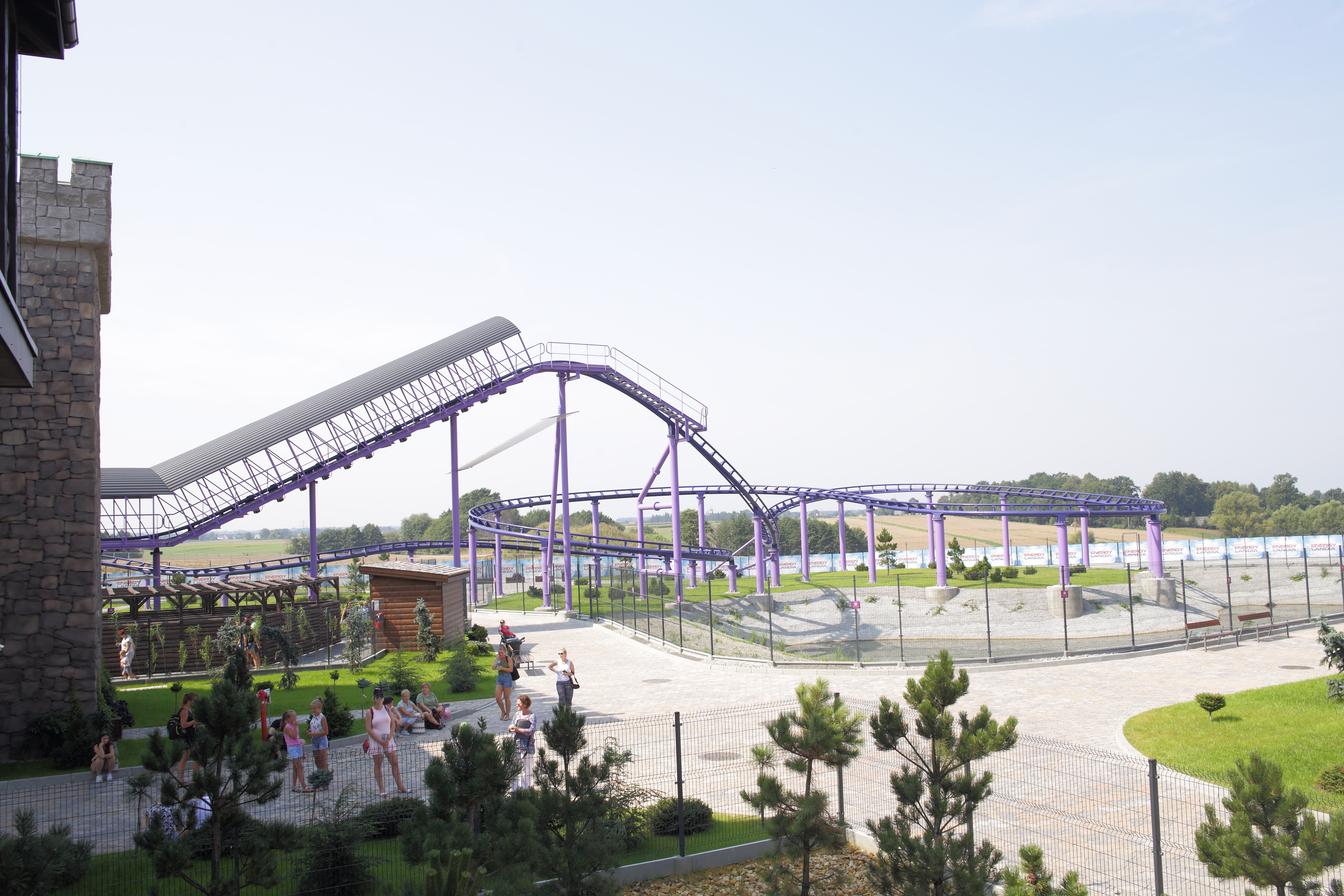
Frida (Energylandia)
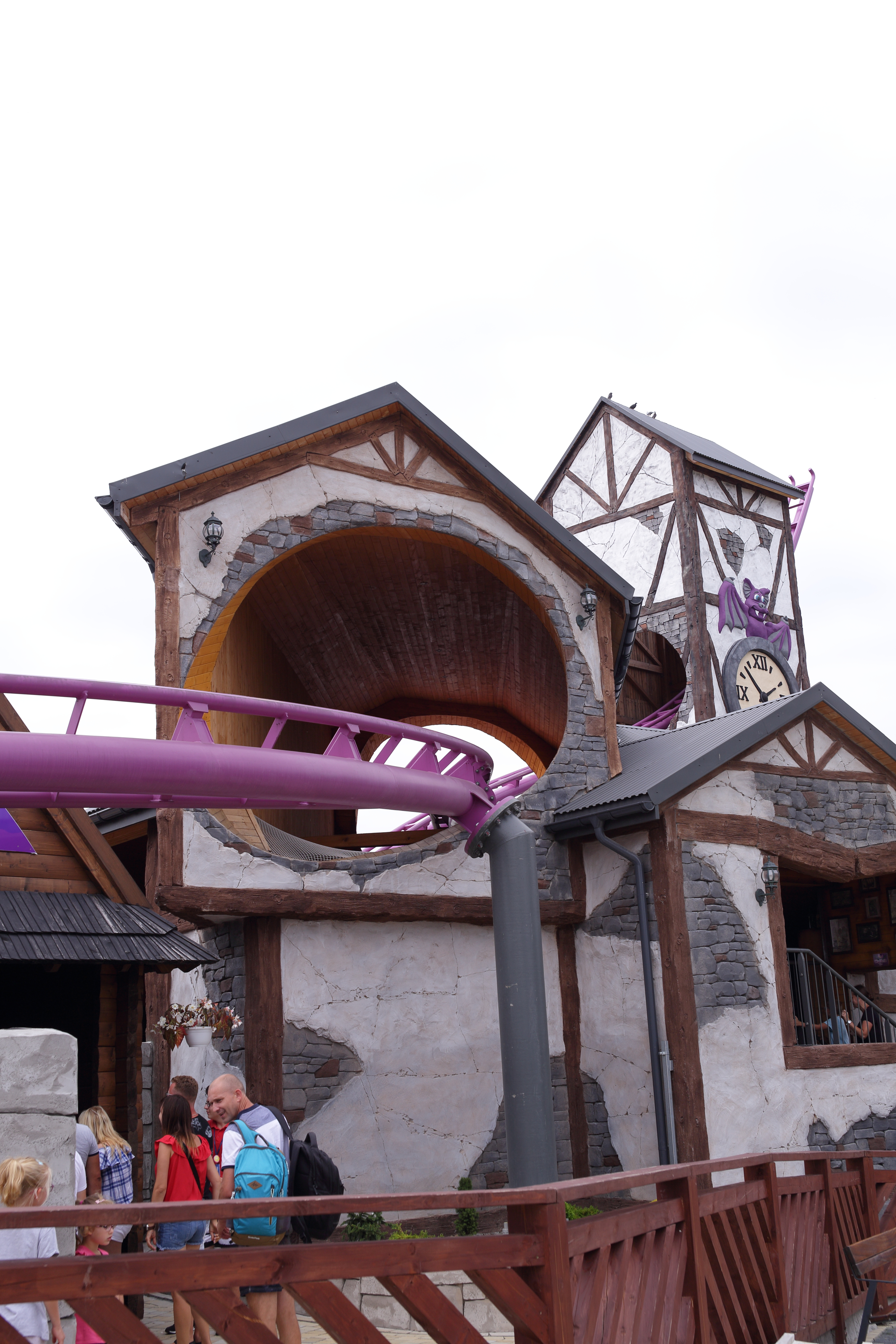
Boomerang (Energylandia)
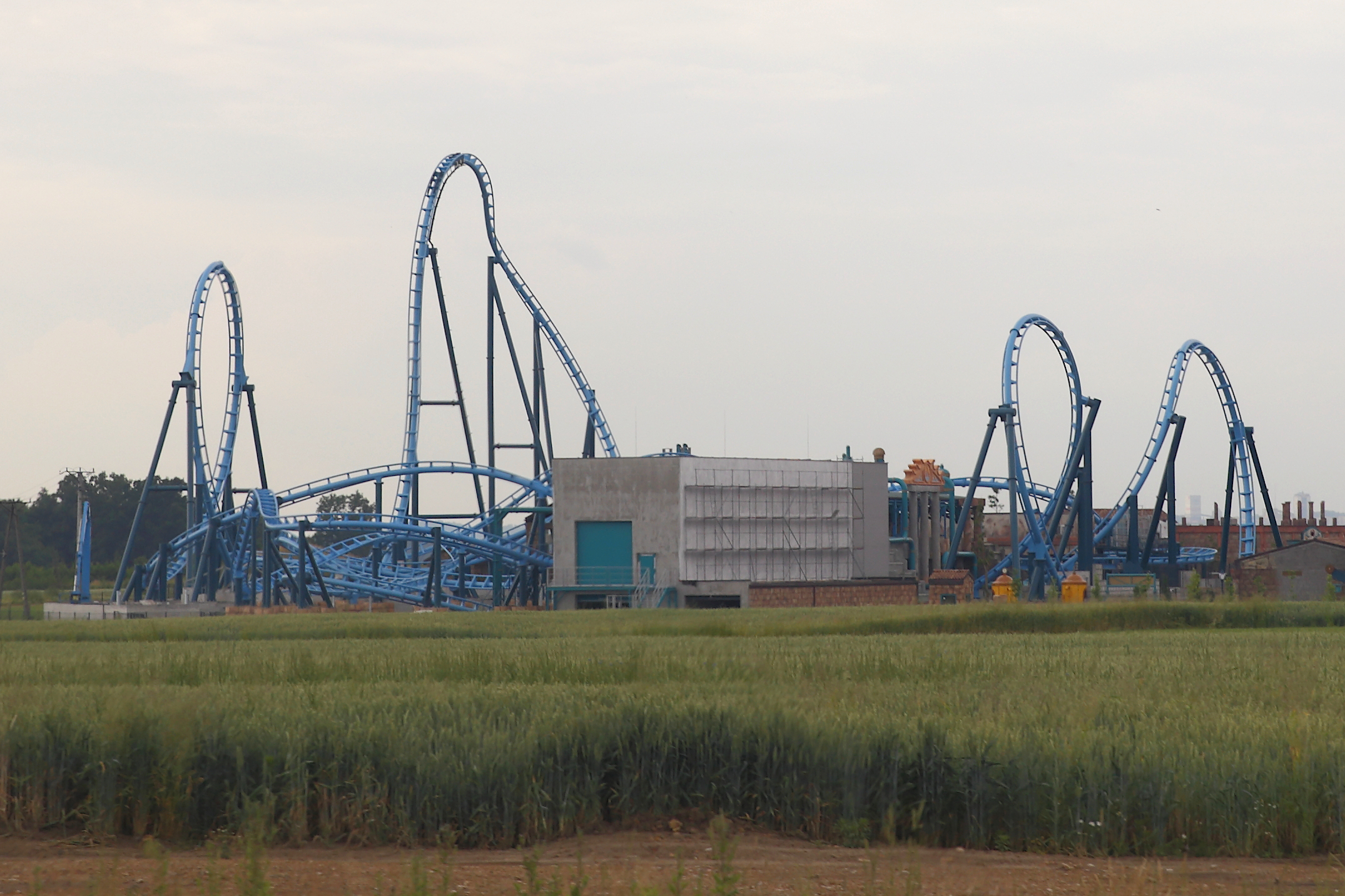
Abyssus (Energylandia)